# 2019
Rok 2019 (MMXIX) gregoriánského kalendáře začal v úterý 1. ledna a skončil v úterý 31. prosince. V České republice měl 251 pracovních dnů a 13 státních a ostatních svátků, z toho 10 jich připadalo na mimovíkendové dny. Letní čas začal v neděli 31. března ve 2.00 hodin a skončil v neděli 27. října ve 3.00 hodin. Dle židovského kalendáře nastal přelom roků 5779 a 5780, dle islámského kalendáře 1440 a 1441.
OSN prohlásila rok 2019 Mezinárodním rokem periodické tabulky chemických prvků.

## Události
Automatický abecedně řazený seznam viz Kategorie:Události roku 2019

### Česko
- 11. ledna – Krušnohorské město Boží Dar vyhlásilo kalamitní stav vzhledem k neustávajícímu sněžení a silnému větru, kdy je mimořádně obtížné udržet sjízdné příjezdové komunikace.
- 21. ledna – V Česku a mnoha dalších státech bylo možné pozorovat úplné zatmění Měsíce.
- 28. ledna – Vláda ČR prohlásila vilu Bertramku za národní kulturní památku.
- 31. ledna - premiéra filmu Ženy v běhu - nejnavštěvovanějšího českého filmu posledních 30 let
- 1. února – Eva Samková se stala mistryní světa ve snowboardcrossu.
- 5. března – Světově unikátní populaci muflonů zdecimovali vlci v Machově ve východních Čechách, kde byla roztrhána polovina sedmdesátihlavého stáda těchto býložravců.
- 13. března – Česko se stalo první zemí na světě, kde se podařilo kompletně vymýtit africký mor prasat, potvrdila to Evropská komise.
- 13. dubna – Novým předsedou hnutí STAN se stal Vít Rakušan.
- 30. dubna – Prezident Miloš Zeman jmenoval do funkcí nové ministry – Marii Benešovou ministryní spravedlnosti, Karla Havlíčka ministrem průmyslu a obchodu a Vladimíra Kremlíka ministrem dopravy.
- 22. května – Česko a další státy zasáhly povodně. V některých oblastech dosahovaly řeky až třetího stupně povodňové aktivity. V následující dnech by mělo i nadále pršet.
- 24. a 25. května – Proběhly volby do Europarlamentu.
- 13. června – V Praze a Havlíčkově Brodu začalo Mistrovství světa v softbale mužů 2019.
- 23. června – V Praze na Letné se konala největší protivládní demonstrace od roku 1989, pořádaná Milionem chvilek pro demokracii. Účastnilo se jí na 250 tisíc lidí.
- 1. července -- Vzniklo velitelství informačních a kybernetických sil AČR
- 6. července – Hornický region Krušnohoří (na obrázku) a Národní hřebčín Kladruby nad Labem byly zapsány na seznam světového dědictví UNESCO.
- 27. srpna – Prezident Miloš Zeman jmenoval Lubomíra Zaorálka novým ministrem kultury.
- 10. září – Archeologický průzkum na místě předpokládaného pohřebiště Koncentračního tábora Lety potvrdil přítomnost lidských ostatků.
- 20. září – Ve více než 20 městech Česka proběhly Školní stávky pro klima – součást celosvětové iniciativy na ochranu klimatu, tentokrát i s podporou dospělých. Stávky klimatického hnutí, inspirovaného Gretou Thunbergovou, požadující urychlené řešení klimatické krize, proběhly ve více než 150 zemích a účastnilo se jich několik milionů lidí.
- 21. října – Při výbuchu granátu ve Vyškově byli zraněni tři vojáci, z nich jeden těžce.
- 16. listopadu – V Praze na Letné se konala další protivládní demonstrace, pořádaná Milionem chvilek pro demokracii.
- 10. prosince – Po střelbě ve Fakultní nemocnici Ostrava zemřelo sedm lidí a dva lidé byli zraněni. Střelec později spáchal sebevraždu.
- 16. prosince – Byl zveřejněn Národní investiční plán.

### Svět
- 1. ledna

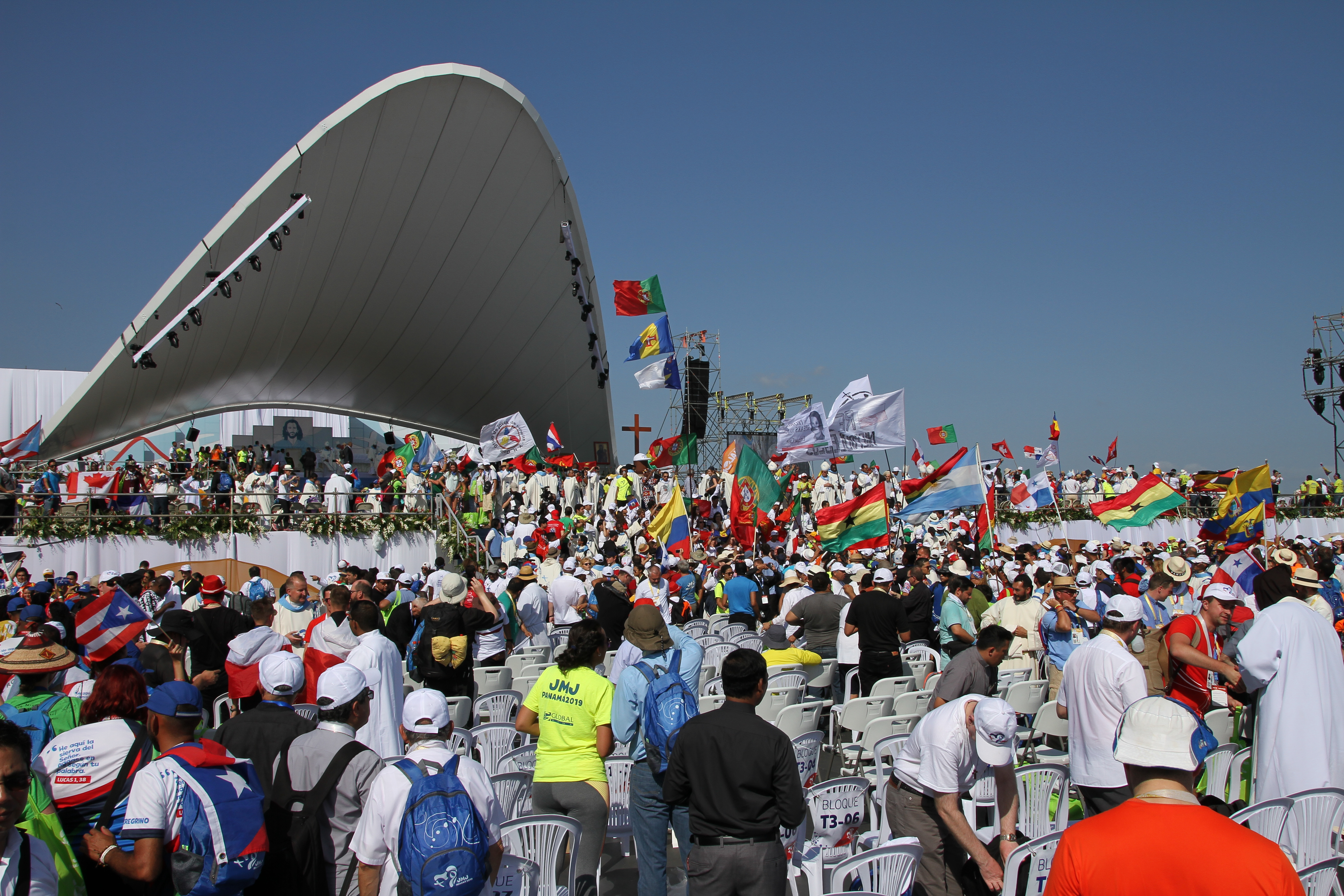
Světové dny mládeže 2019 v panamské Panamě

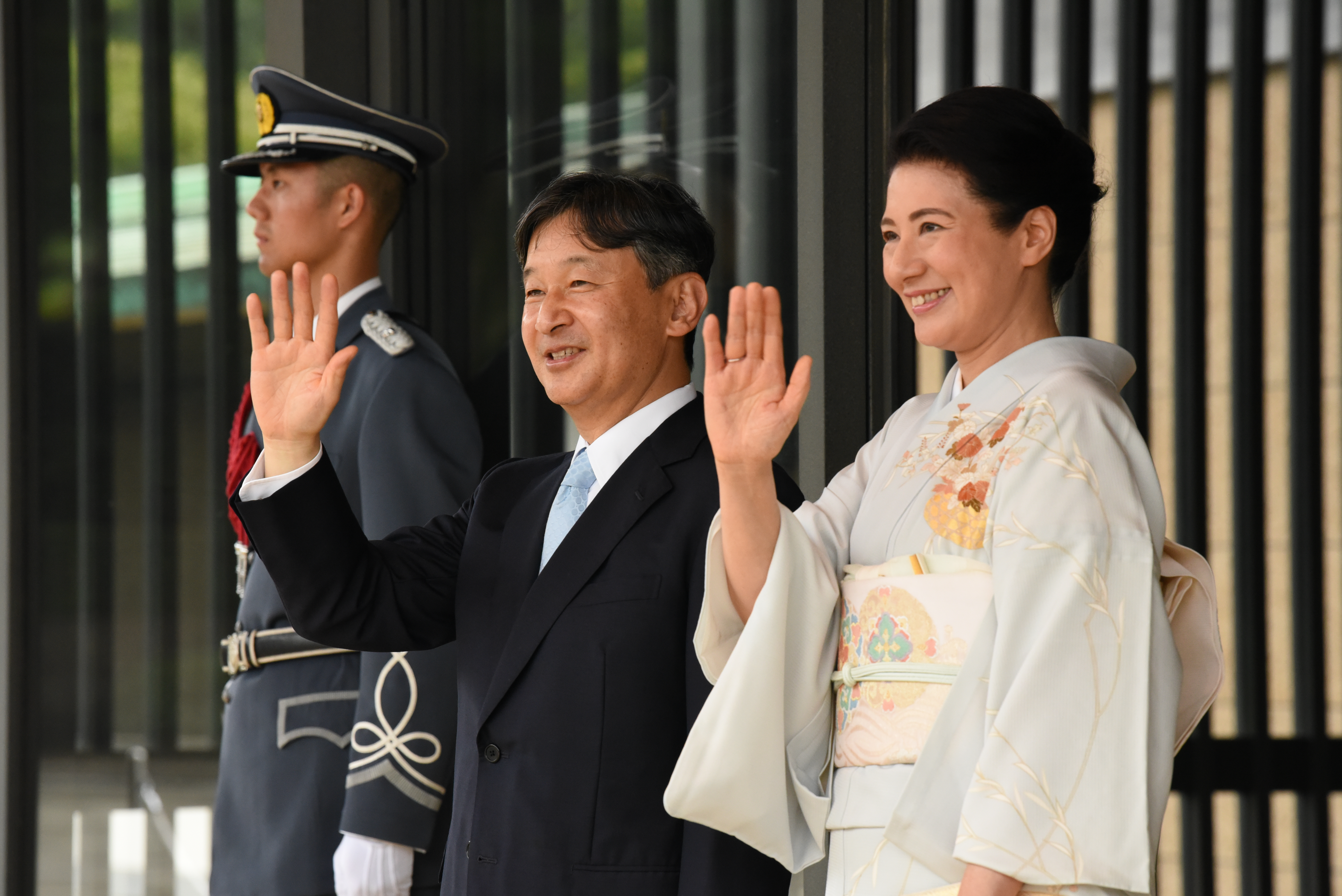
Nový císař Naruhito a císařovna Masako

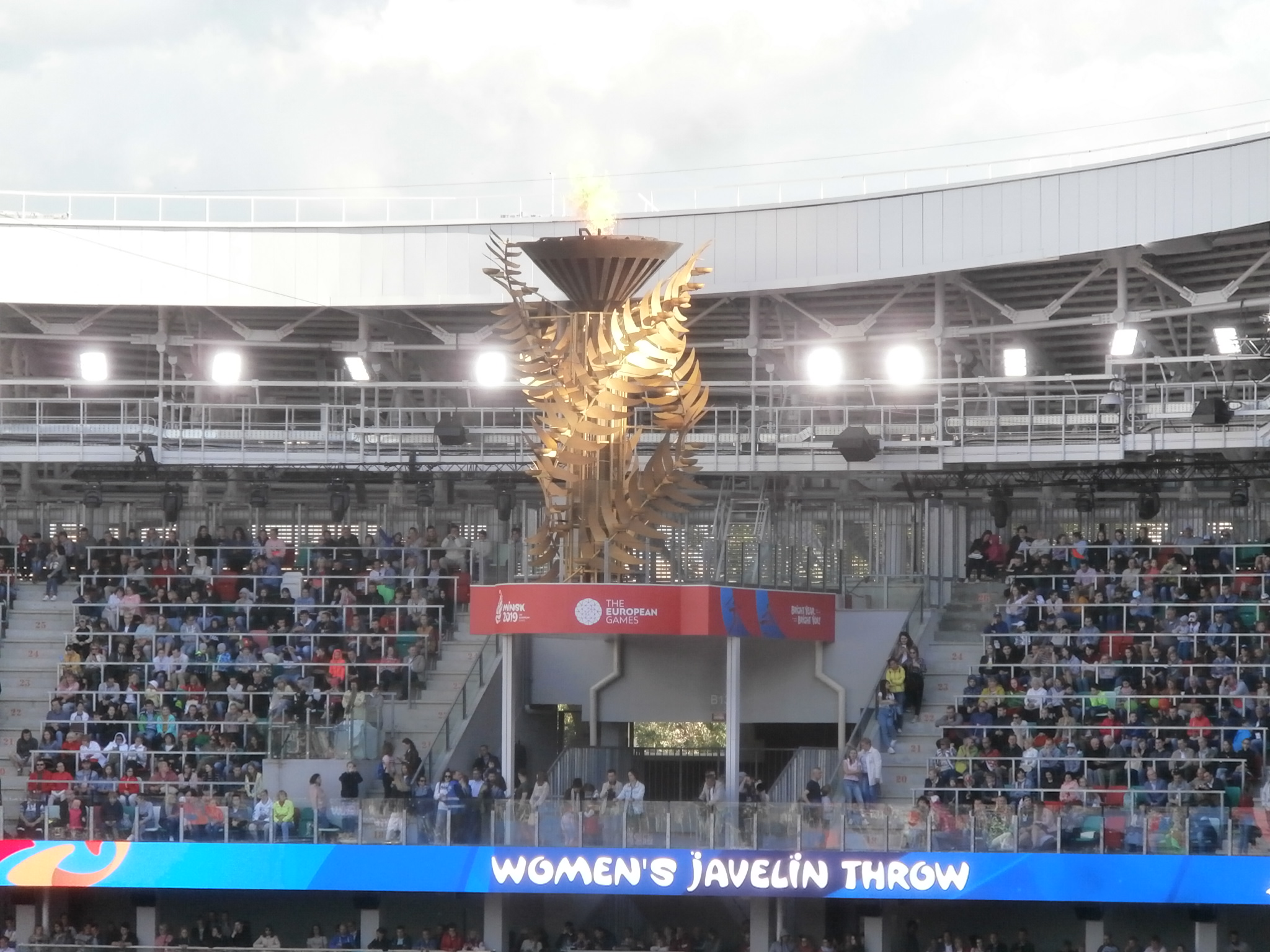
2. Evropské hry 2019 v běloruském Minsku

  - Rumunsko se ujalo Předsednictví EU.
  - Belgie, Německo, Dominikánská republika, Indonésie a Jihoafrická republika se na dva roky staly nestálými členy Rady bezpečnosti OSN.
  - Evropskými hlavními městy kultury v roce 2019 jsou italská Matera a bulharský Plovdiv.
  - Vesmírná sonda New Horizons prolétla kolem objektu Kuiperova pásu Arrokoth.
  - Stejnopohlavní manželství v Rakousku se stává legální.
- 2. ledna – Osm lidí zemřelo při železniční nehodě na mostě přes Velký Belt mezi dánskými ostrovy Sjælland a Fyn.
- 3. ledna – Čínská měsíční sonda Čchang-e 4 jako první v historii přistála na odvrácené straně Měsíce.
- 5. ledna – Konstantinopolský patriarcha Bartoloměj I. podepsal dekret udělující autokefalii Pravoslavné církvi na Ukrajině.
- 6. ledna
  - v Egyptě byla vysvěcena nová katedrála Narození Páně, největší kostel na Blízkém východě, za účasti prezidenta Abdala Fattáha Sísího a patriarchy koptské pravoslavné církve Theodorose II.
  - Malajsijský král Muhammad V. Kelantanský abdikoval na svůj úřad.
- 7. ledna – Příslušníci gabonské armády se pokusili sesadit prezidenta Ali Bongu. Pokus o převrat selhal poté, co jeho vůdci byli zatčeni.
- 14. ledna – Paweł Adamowicz, primátor města Gdaňsk, zemřel na následky zranění utržených při útoku během nedělního charitativního koncertu.
- 22.–27. ledna – Světové dny mládeže v panamském hlavním městě Panamá.
- 25. ledna – Řecký parlament schválil dohodu o změně názvu sousední Makedonie.
- 3. února – Papež František dorazil do Abú Zabí ve Spojených arabských emirátech a stal se tak prvním papežem, který navštívil Arabský poloostrov.
- 15. února – Po neúspěšném hlasování o rozpočtu ohlásil španělský premiér Pedro Sánchez předčasné parlamentní volby na 28. dubna.
- 18. února – Australská vláda oficiálně prohlásila za vyhynulou krysu Melomys rubicola, která se vyskytovala na ostrově Bramble Cay v Torresově průlivu. Vymizela následkem opakovaného zaplavování ostrova stoupající hladinou oceánů, čímž představuje prvního savce, který vyhynul následkem současných změn klimatu.
- 22. února – Japonská vesmírná sonda Hajabusa 2 přistála na asteroidu Ryugu vzdáleném asi 340 milionů kilometrů od Země, odebrala zde vzorky materiálu planetky, opět odstartovala a vydala se zpět na oběžnou dráhu kolem asteroidu.
- 24. února – V moldavských parlamentních volbách zvítězila proruská Strana socialistů Moldavské republiky podporovaná prezidentem Igorem Dodonem.
- 28. února – Jednání amerického prezidenta Donalda Trumpa a severokorejského premiéra Kim Čong-una v Hanoji skončila předčasným odchodem Donalda Trumpa z jednání. Důvodem bylo, že Kim Čong-un žádá úplné zrušení všech sankcí vůči KLDR, ale zároveň si chce ponechat část jaderného arzenálu.
- 2. března – Z Kennedyho vesmírného střediska úspěšně odstartovala vesmírná loď Dragon 2 společnosti SpaceX ke svému zkušebnímu letu k ISS.
- 3. března – V estonských parlamentních volbách vyhrála opoziční liberální Estonská reformní strana bývalé europoslankyně Kaji Kallasové s 28,8 procenty hlasů.
- 8. března – Vesmírná loď Crew Dragon společnosti SpaceX přistála v Atlantském oceánu a úspěšně tak ukončila svůj zkušební nepilotovaný let k ISS.
- 10. března – Poblíž města Addis Abeba v Etiopii se zřítilo letadlo Boeing 737 MAX etiopských aerolinií se 157 lidmi na palubě.
- 15. března – Nejméně 50 lidí bylo zabito při útocích na dvě mešity během pátečních modliteb v novozélandském městě Christchurch.
- 16. března – V prvním kole prezidentských voleb na Slovensku uspěli Zuzana Čaputová s 40,6 % hlasů a Maroš Šefčovič s 18,7 % hlasů.
- 30. března – V druhém kole prezidentských voleb na Slovensku zvítězila Zuzana Čaputová se ziskem 58,4 % hlasů při volební účasti 41,79 %.
- 2. dubna
  - Google ukončil provoz sociální sítě Google+.
  - Alžírský prezident Abdelazíz Buteflika rezignoval na svou funkci kvůli rozsáhlým protestům veřejnosti a nátlaku ozbrojených sil.
- 10. dubna – Vědci objevili nový druh člověka, který nazvali Homo luzonensis.
- 11. dubna
  - Londýnská Metropolitní policie zatkla na ekvádorské ambasádě zakladatele WikiLeaks Juliana Assange poté, co Ekvádor zrušil jeho azylovou ochranu.
  - Súdánský prezident Umar al-Bašír byl po 30 letech vlády sesazen a zatčen. Armáda vyhlásila v zemi výjimečný stav.
- 14. dubna – Ve Finsku proběhly parlamentní volby.
- 15. dubna – V Paříži propukl požár katedrály Notre-Dame.
- 21. dubna – Série teroristických útoků na křesťanské kostely a mezinárodní hotely na ostrově Srí Lanka si vyžádala přes 200 obětí, dalších více než 400 osob bylo zraněno.
- 30. dubna
  - Japonský císař Akihito po 30 letech vládnutí abdikoval ve prospěch korunního prince Naruhita.
  - Střelba na univerzitě v Charlotte v Severní Karolíně, při které 2 lidé zahynuli a 4 byli zraněni.
- 1. května – Na japonský trůn usedl nový císař Naruhito a začalo období Reiwa.
- 3. května – Na pobřeží indického svazového státu Urísa udeřil silný cyklón Fani. Z pobřežních oblastí bylo evakuováno 780 000 lidí.
- 4. května – V Moskvě došlo k havárii letadla Suchoj Superjet 100 na lince Aeroflot 1492, při níž zemřelo 41 lidí.
- 5. května – V druhém kole severomakedonských prezidentských voleb zvítězil kandidát vládní sociální demokracie Stevo Pendarovski před opoziční Gordanou Siljanovskou Davkovou s poměrem 52 % ku 44,7 % hlasů.
- 6. května – Princi Harrymu, vévodovy ze Sussexu a jeho manželce Meghan se narodil syn Archie.
- 10.–26. května – 83. Mistrovství světa v ledním hokeji v Bratislavě a Košicích.
- 17. května – Tchaj-wan jako první stát v Asii uzákonil stejnopohlavní manželství.
- 18. května – Vítězem Eurovision Song Contest 2019 se stal nizozemský zpěvák Duncan Laurence s písní Arcade.
- 23.–26. května – Volby do Evropského parlamentu.
- 29. května – V Budapešti se na rozvodněném Dunaji po srážce potopila výletní loď Hableány, zahynulo 26 jihokorejských turistů a oba členové posádky.
- 31. května – Nejméně 13 lidí bylo zabito při střelbě na radnici ve městě Virginia Beach.
- 15. června – Zuzana Čaputová složila prezidentskou přísahu a stala se první prezidentkou Slovenska.
- 21.–30. června – 2. Evropské hry 2019 v běloruském Minsku.
- 1. července – Finsko se ujalo Předsednictví EU.
- 10. července – Výbor pro světové dědictví na svém 43. zasedání v ázerbájdžánském Baku přidal dvacet devět památek na seznam Světového dědictví UNESCO.
- 13. července – Z kosmodromu Bajkonur odstartovala raketa Proton (na obrázku), která do vesmíru vynesla rusko-německý rentgenový teleskop Spektr-RG, který by mohl pomoci objasnit tajemství temné hmoty a temné energie
- 16. července – Německá kandidátka Ursula von der Leyenová byla zvolena do funkce předsedkyně Evropské komise.
- 18. července – Nejméně 33 lidí bylo zabito při žhářském útoku na animační studio Kyoto Animation ve městě Udži.
- 22. července – Indická raketa LVM 3 vynesla z kosmodromu Šríharikota na oběžnou dráhu měsíční sondu Čandraján-2.
- 24. července – Boris Johnson vystřídal na pozici premiéra Spojeného království Theresu Mayovou
- 1. srpna – Dva útoky šíitských povstalců v jihojemenském Adenu připravily o život nejméně 51 lidí a dalších 56 jich bylo zraněno. Povstalci zaútočili balistickou raketou a bezpilotním letounem na přehlídku bezpečnostních sil a byl hlášen také sebevražedný útok na policejní velitelství.
- 19. srpna – Během posledních dvou týdnů hoří na ostrově Gran Canaria na Kanárských ostrovech již druhý mimořádně silný lesní požár. Bylo evakuováno kolem 8 000 lidí, požár zničil přes 5 000 hektarů lesa a přes nasazení stovek hasičů a 16 požárních letadel se jej nedaří dostat pod kontrolu. Vzhledem ke stejnému místu vzniku obou požárů je zde silné podezření na úmyslné založení.
- 25. září – V Pekingu bylo otevřeno nové mezinárodní letiště Ta-sing.
- 31. října – Při rozsáhlém požáru shořel více než 500 let starý hrad Šuri, který je na seznamu světového dědictví UNESCO.
- 11. listopadu – V australských státech Queensland a Nový Jižní Wales byl poprvé v historii vyhlášen stav ohrožení kvůli rozsáhlým lesním požárům a byla nařízena evakuace obyvatel.
- 25. listopadu – Z drážďanské klenotnice Grünes Gewölbe byly ukradeny unikátní šperky, diamanty a drahé kameny z historické sbírky německé spolkové země Sasko. Hodnota klenotů je díky jejich jedinečnosti a historickému odkazu nevyčíslitelná, ale klenotnická hodnota dosahuje částky jedné miliardy eur.
- 26. prosince – V jižní Asii bylo pozorovatelné prstencové zatmění Slunce.
- 27. prosince – Při havárii dopravního letounu Fokker 100 zemřelo u kazachstánského města Almaty 12 lidí a 66 jich bylo zraněno.

## Věda, kultura
- 2. listopadu – Obraz Františka Kupky z raného období Pískaři na Seině ze sbírky prezidenta Edvarda Beneše, datovaný do roku 1907, se na aukci v Praze prodal za 16 milionů korun. I s aukční přirážkou kupec za dílo zaplatí 19,84 milionů korun.

## Narození
- 06. května – Princ Archie ze Sussexu, syn prince Harryho, vévody ze Sussexu.

## Úmrtí

### Česko

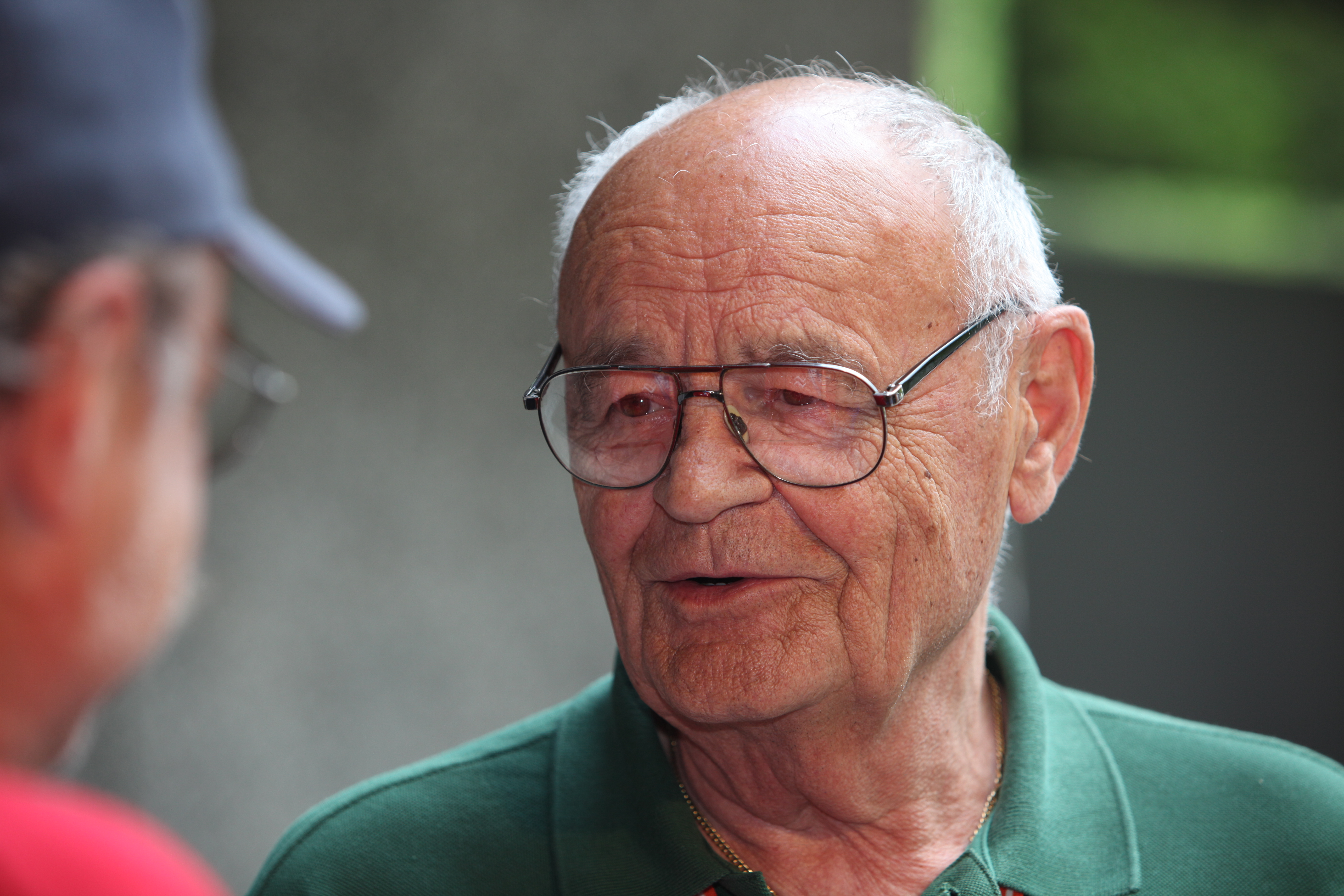
Václav Vorlíček († 5. února)

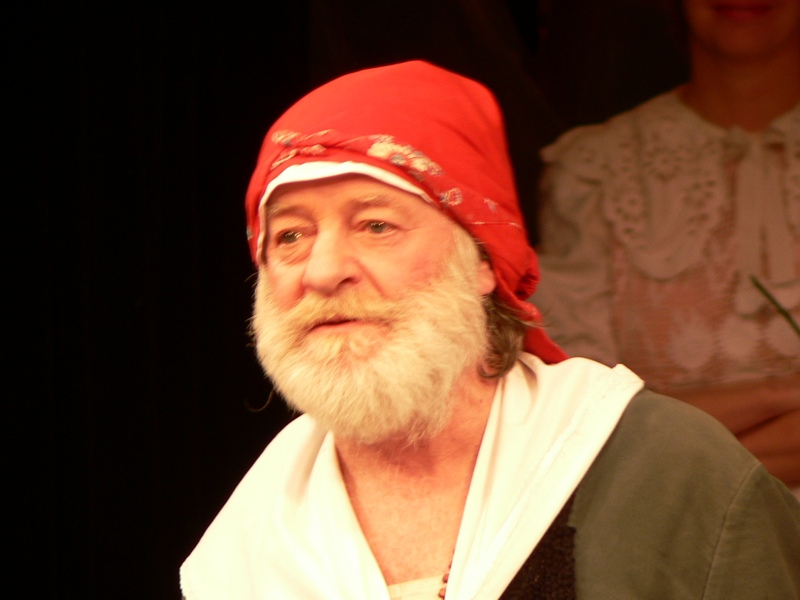
Jiří Pecha († 28. února)

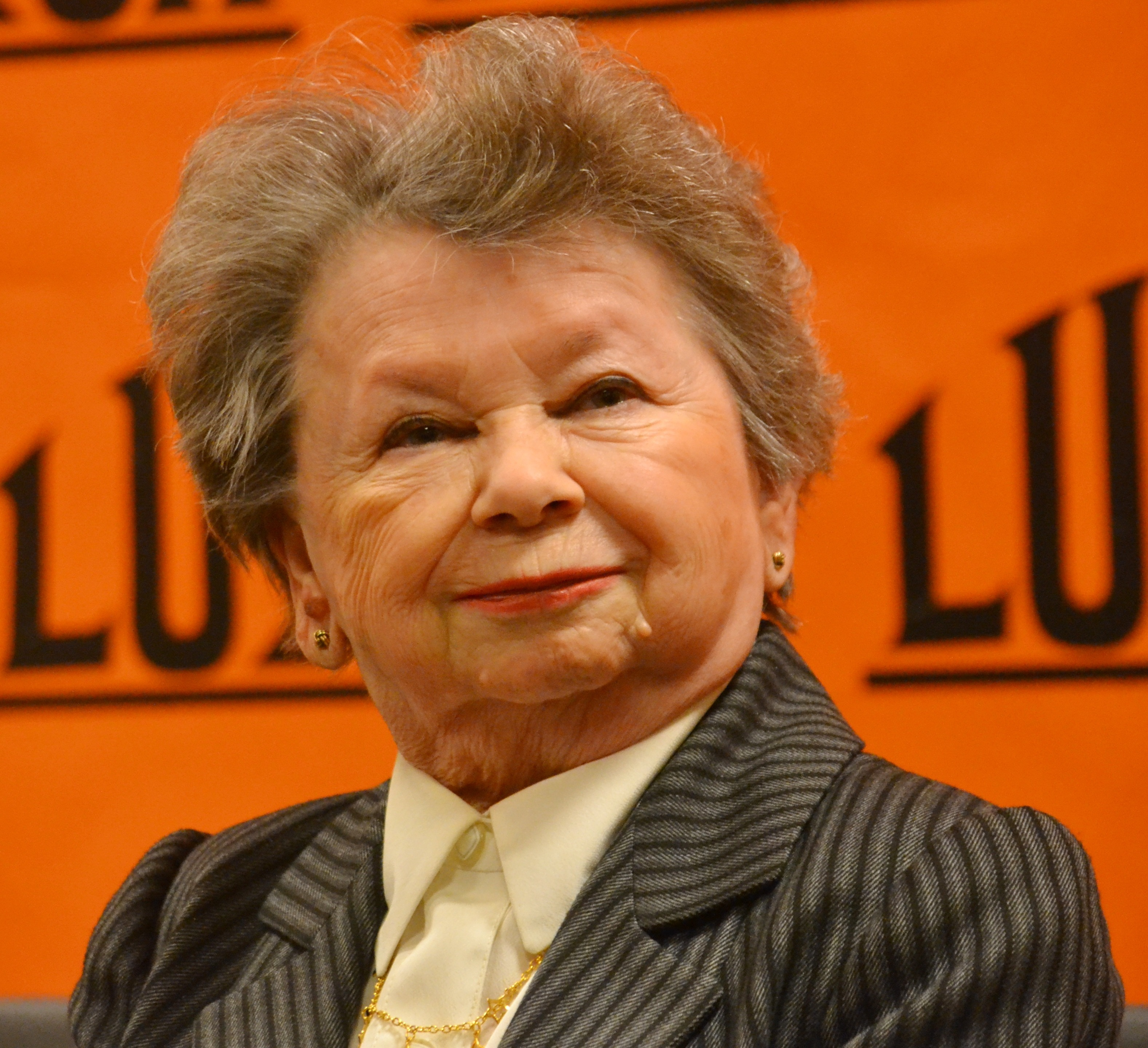
Aťka Janoušková († 7. března)

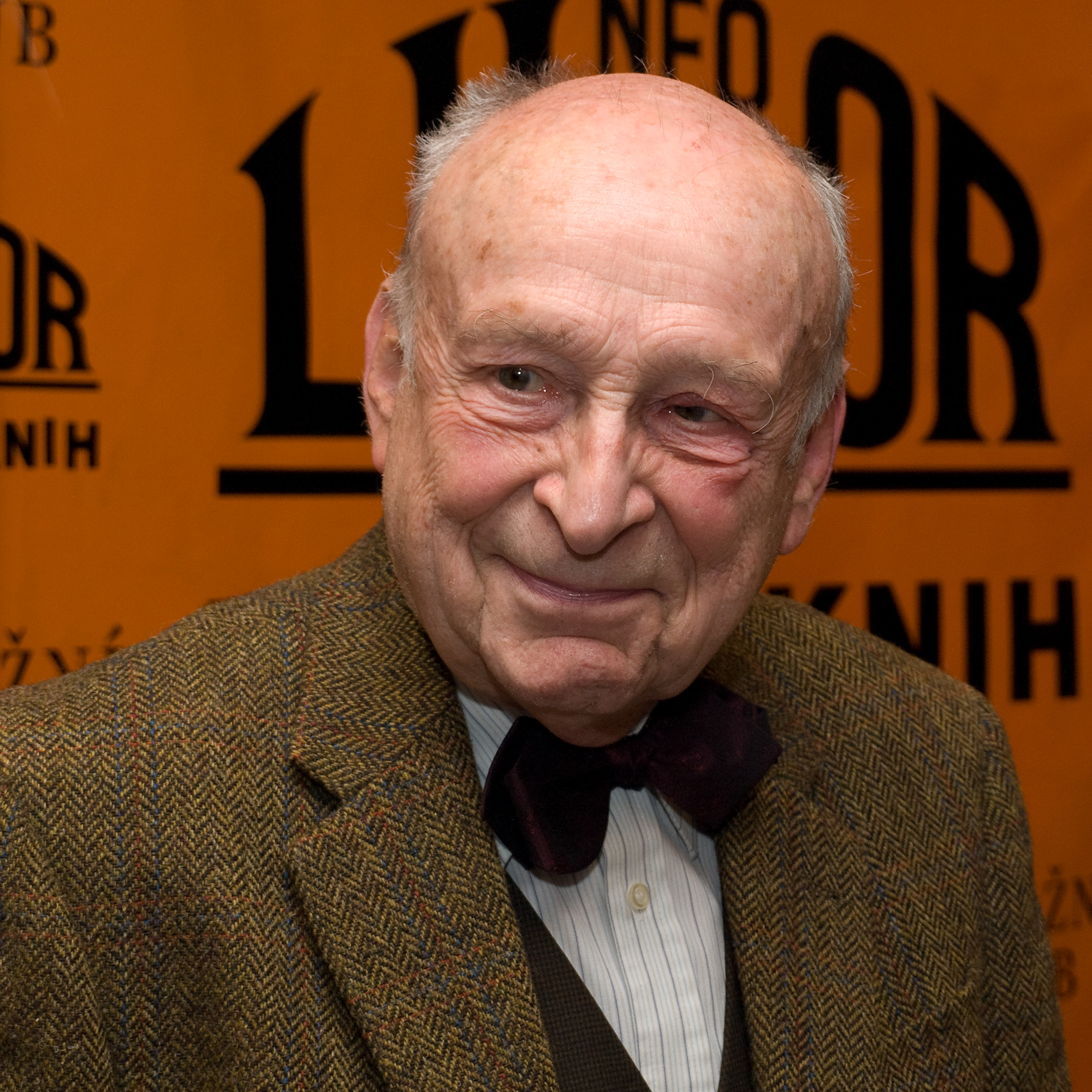
Stanislav Zindulka († 14. března)

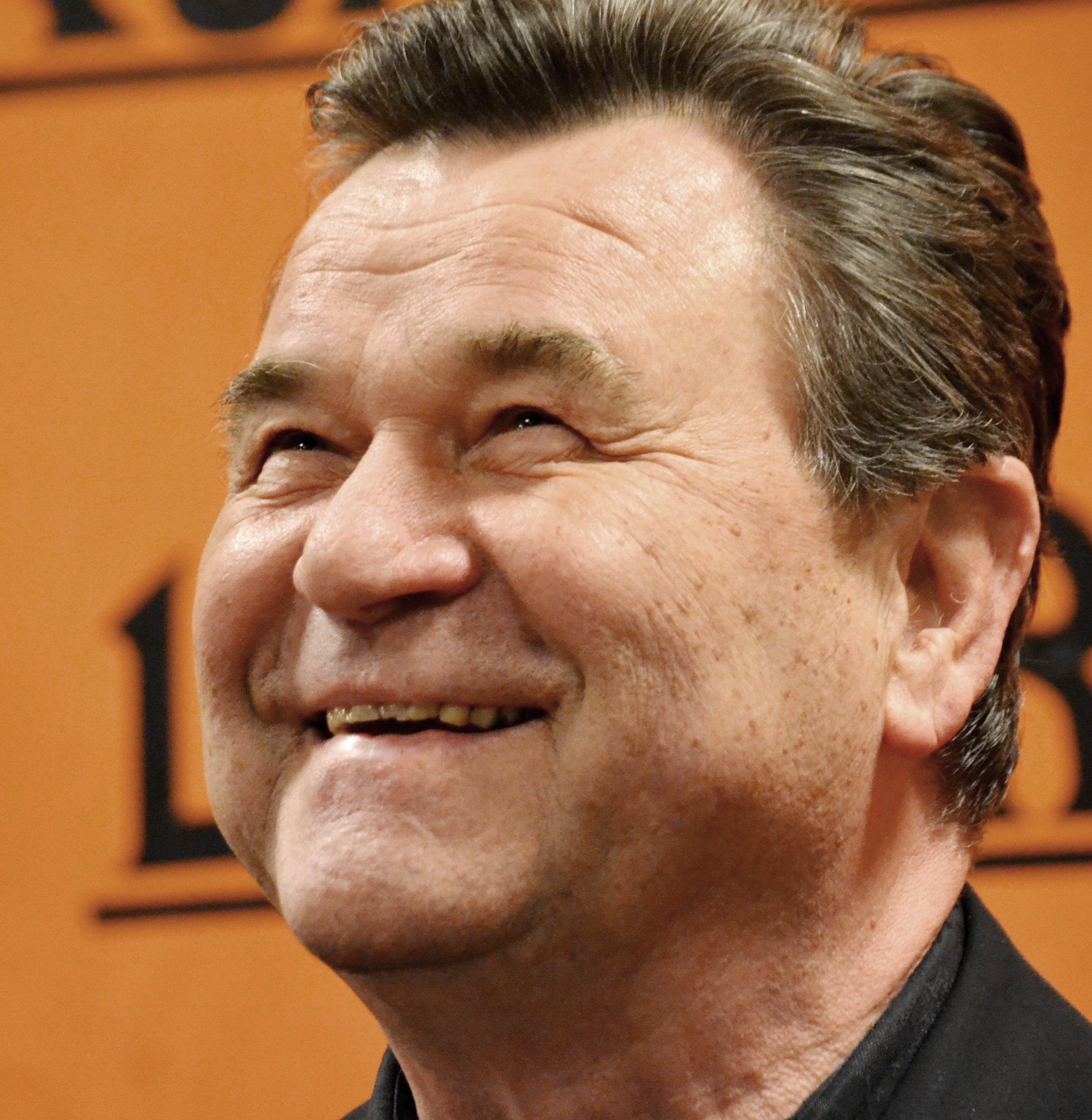
Václav Postránecký († 7. května)

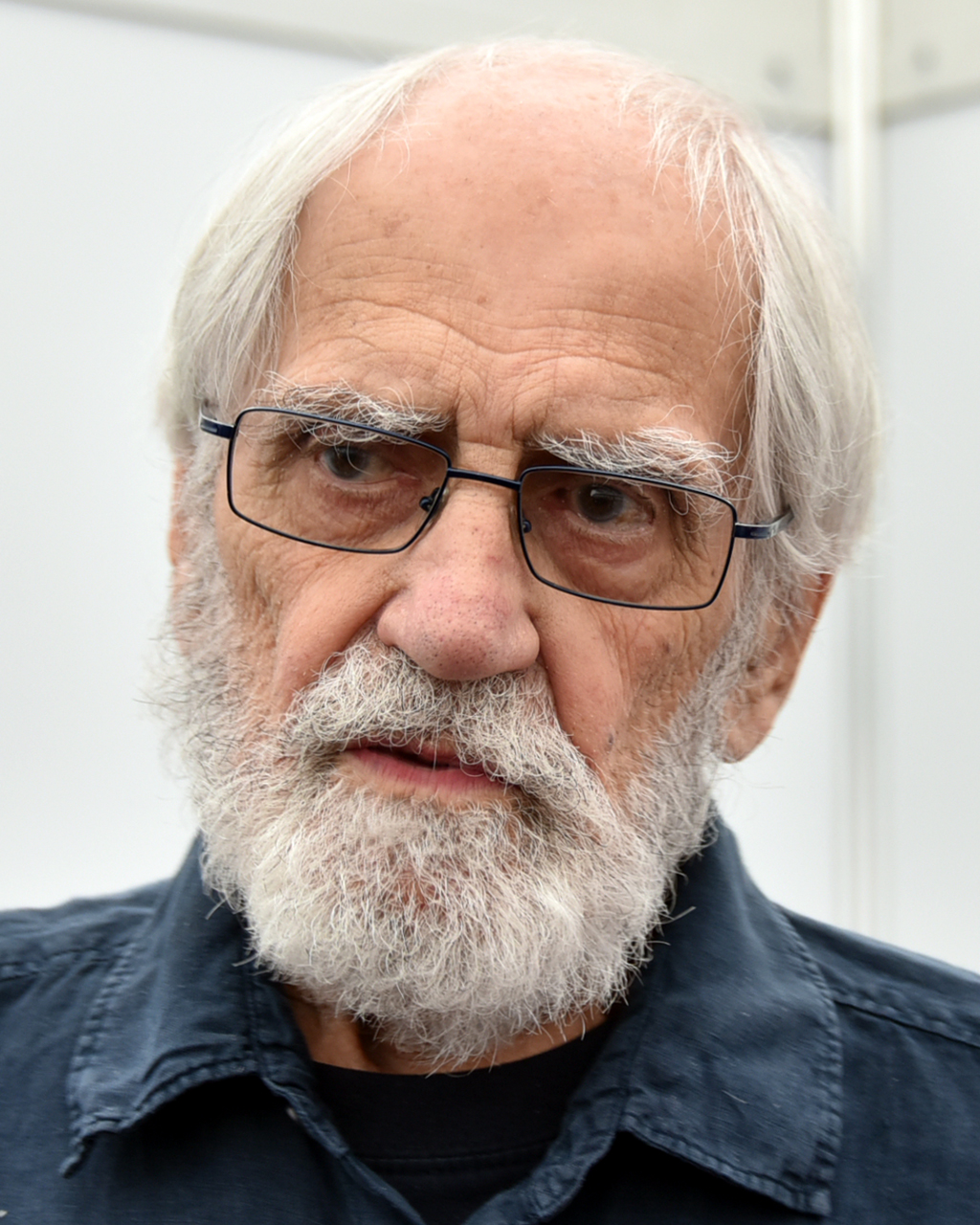
Jiří Stránský († 29. května)

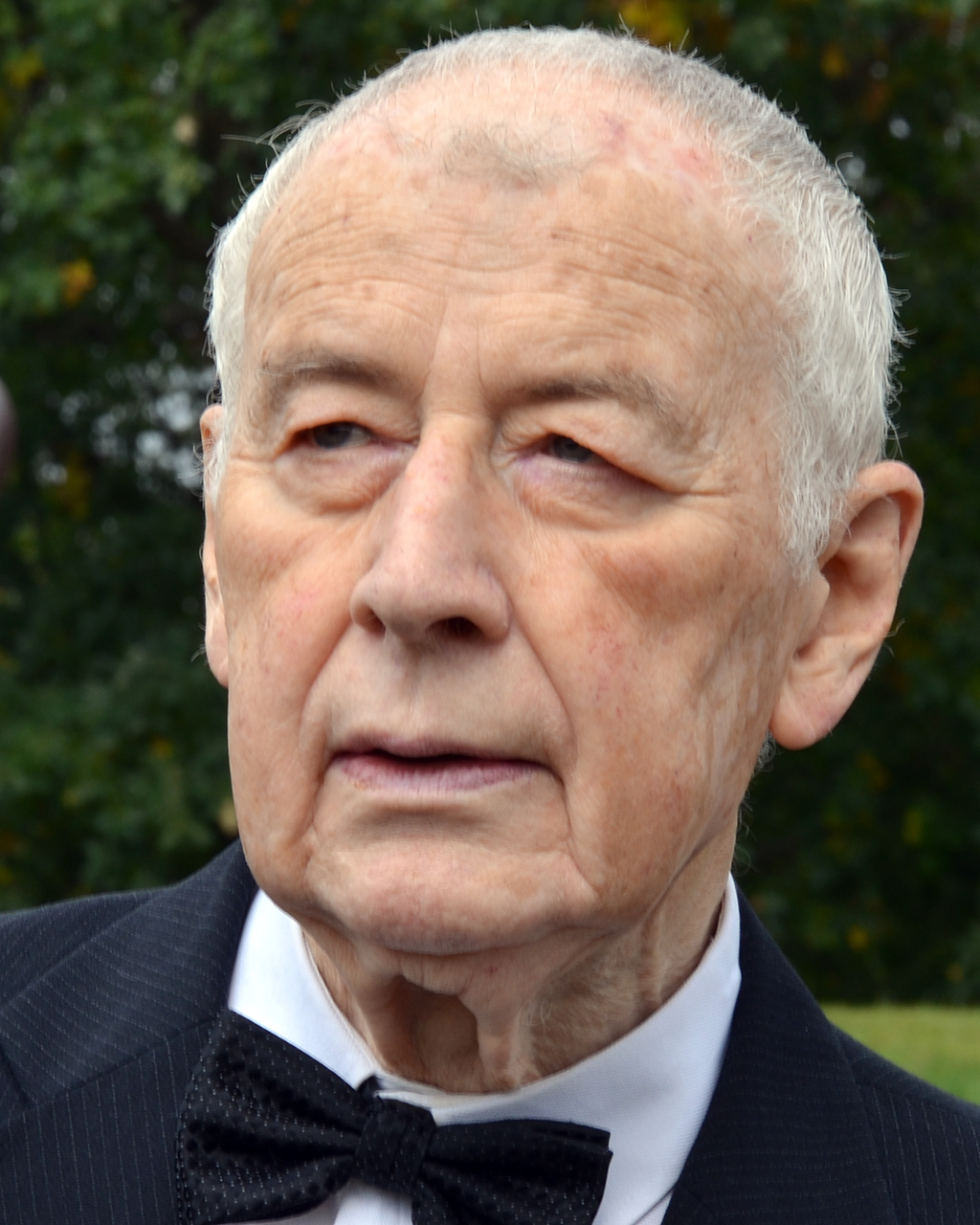
Josef Koutecký († 5. července)

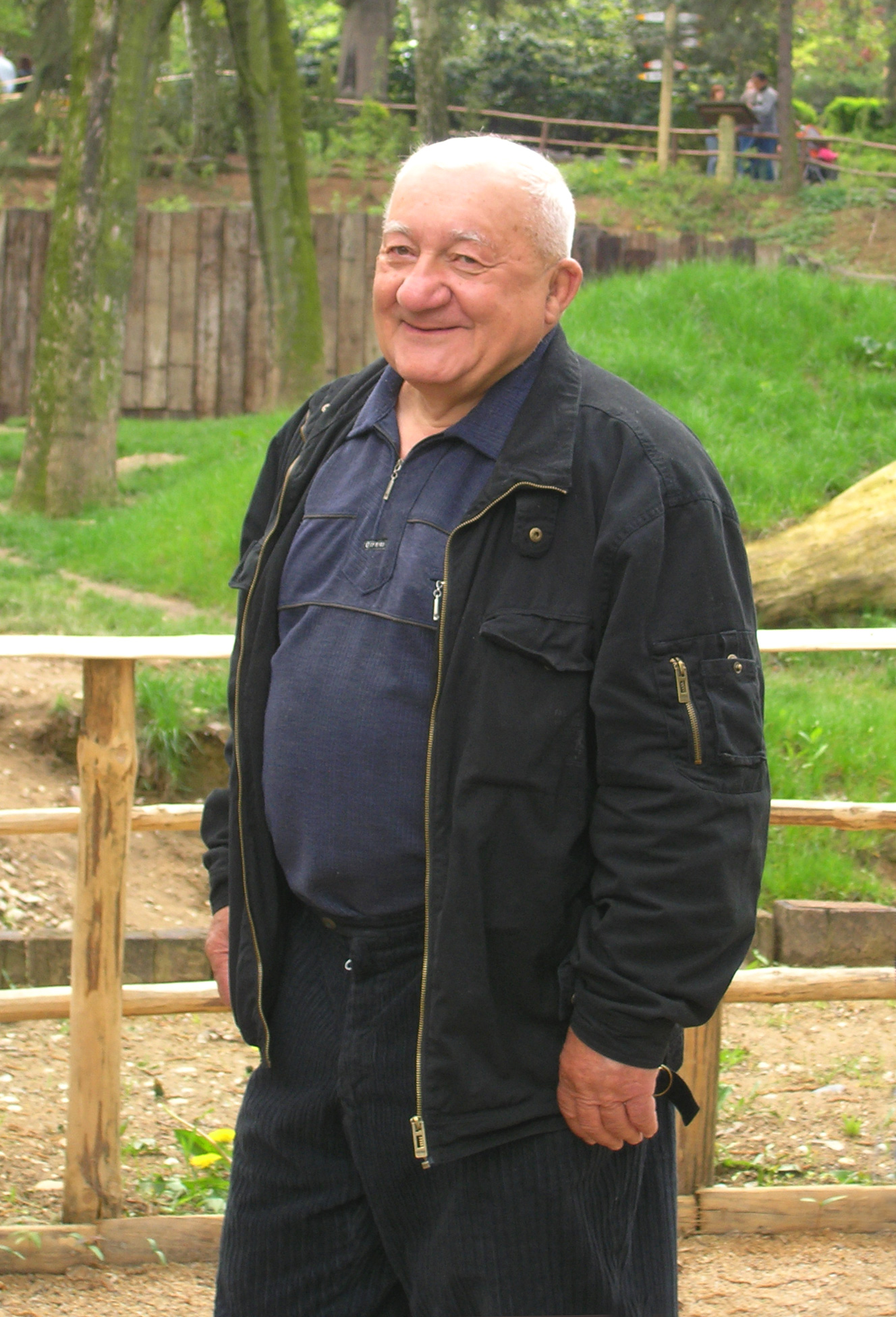
Zdeněk Srstka († 29. července)

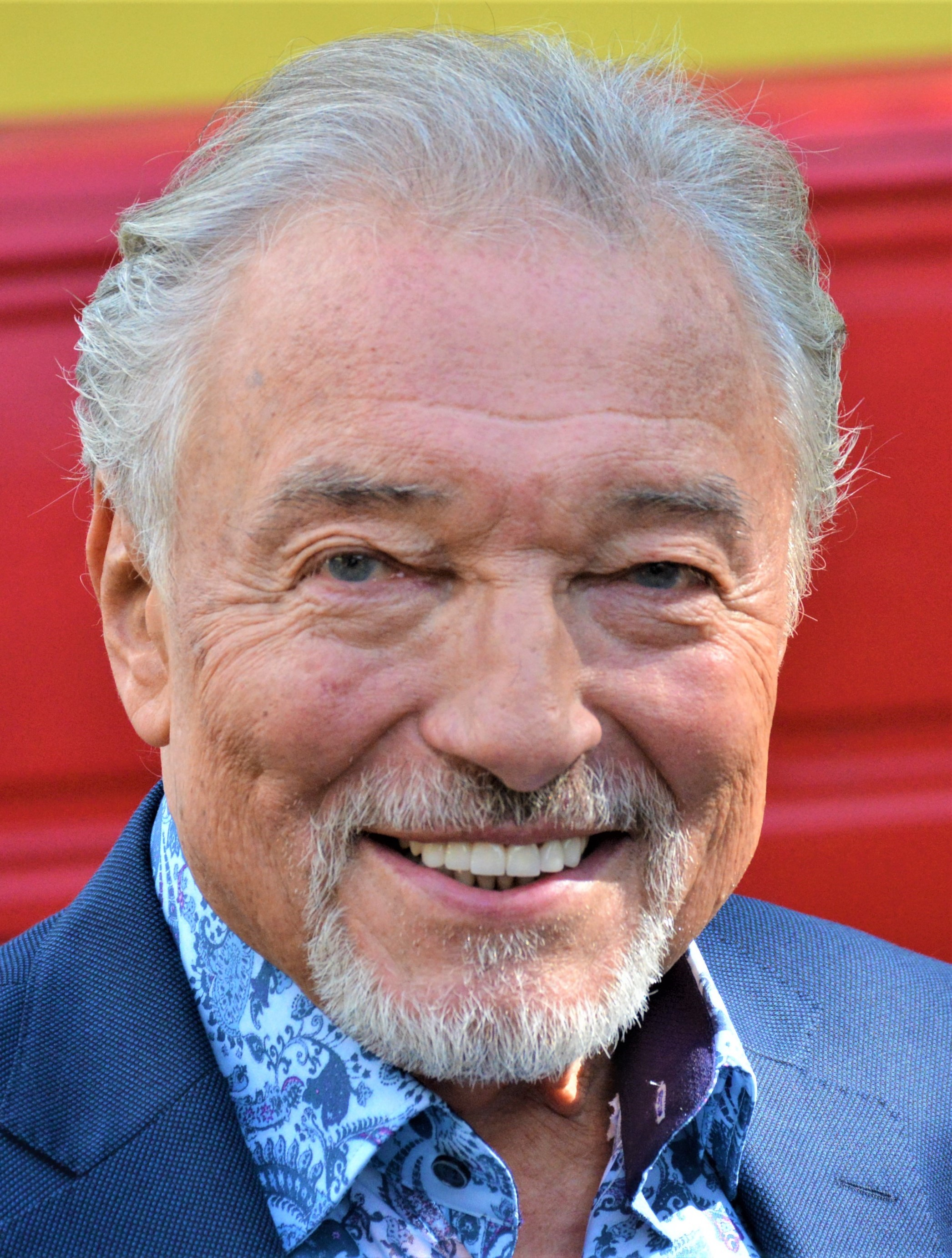
Karel Gott († 1. října)

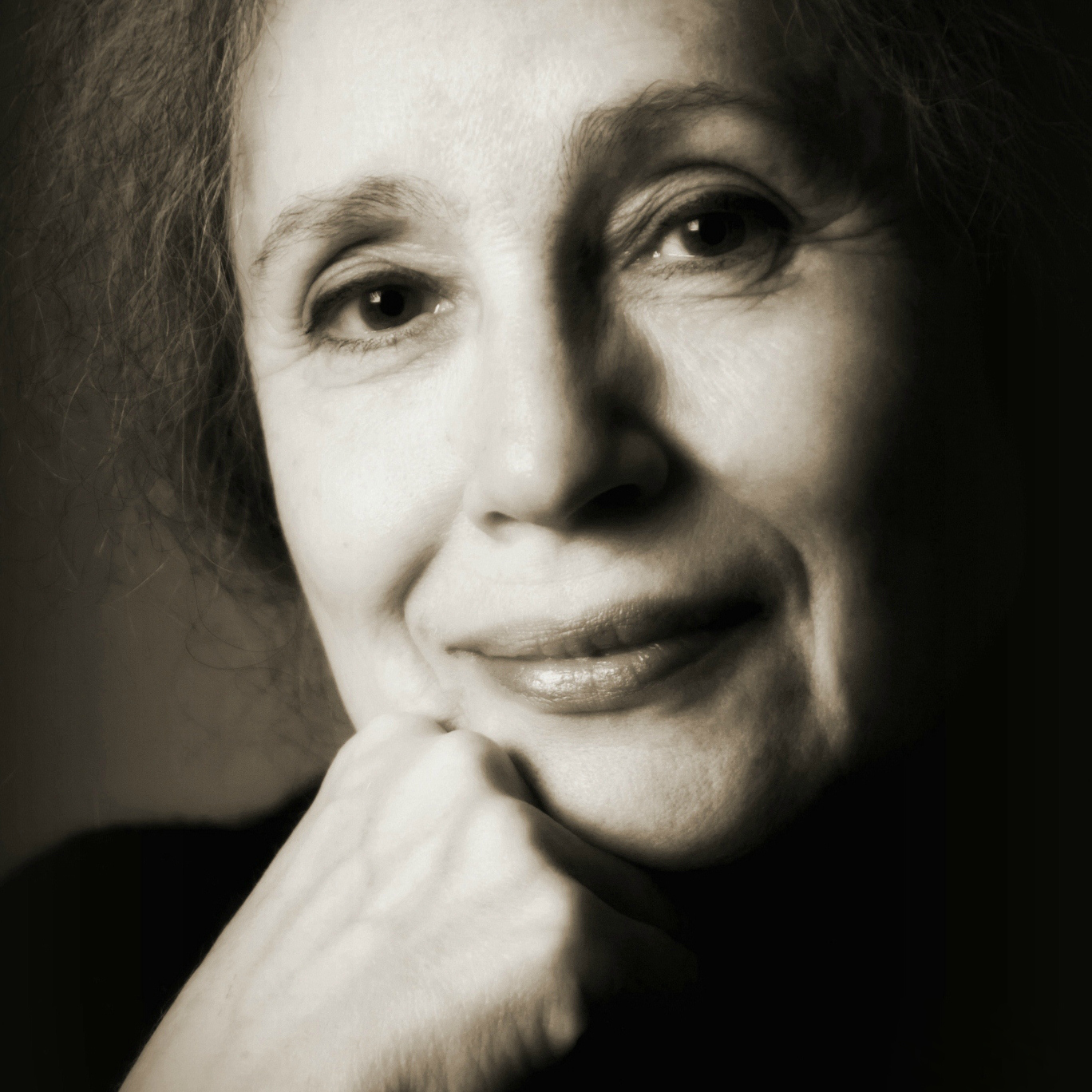
Taťana Fischerová († 25. prosince)

- 01. ledna – Pavel Švancer, architekt (* 9. června 1934)
- 04. ledna
  - Milan Balabán, evangelický teolog a religionista (* 3. září 1929)
  - Inka Šecová, herečka (* 15. dubna 1943)
- 05. ledna – Milan Jankovič, literární vědec (* 1. září 1929)
- 06. ledna – Gustav Francl, novinář, filmový kritik a překladatel (* 28. ledna 1920)
- 07. ledna
  - Ivan Mašek, politik a ekonom, za normalizace disident, signatář Charty 77 (* 28. července 1948)
  - Jiří Stöhr, kameraman a režisér dokumentárních filmů (* 24. září 1939)
- 08. ledna – Svatopluk Spurný, ilustrátor a autor publikací o vojenské historii (* 3. srpna 1944)
- 10. ledna – Karel Bican, pražský biskup Církve československé husitské (* 25. dubna 1951)
- 14. ledna – Hana Purkrábková, keramička a sochařka (* 19. srpna 1936)
- 15. ledna
  - Miloš Fikejz, fotograf, publicista a spisovatel (* 11. října 1959)
  - Antonín Kramerius, fotbalista (* 10. července 1939)
  - Rudolf Kučera, politolog, filozof a vysokoškolský pedagog (* 10. dubna 1947)
  - Antonín Winter, spisovatel (* 15. února 1934)
- 16. ledna – Jiří Vicherek, botanik (* 28. prosince 1929)
- 17. ledna – Vladimír Puchalský, primátor Přerova (* 19. května 1944)
- 20. ledna – Sylva Lacinová, sochařka (* 6. března 1923)
- 21. ledna – Marie Kyselková, herečka (* 20. srpna 1935)
- 22. ledna – Jaroslav Brožek, výtvarní teoretik, malíř a vysokoškolský pedagog (* 6. února 1923)
- 23. ledna – Antonín Winter, spisovatel (* 15. února 1934)
- 25. ledna – Pavla Lidmilová, překladatelka (* 2. února 1932)
- 26. ledna
  - Luděk Munzar, herec (* 20. března 1933)
  - Jan Janků, politický vězeň (* 3. července 1921)
- 31. ledna – Luděk Rejchrt, evangelický farář, spisovatel a autor divadelních her a písní (* 25. ledna 1939)
- 01. února – Jiřina Adamcová, akademická malířka a grafička (* 6. června 1927)
- 05. února – Václav Vorlíček, režisér a scenárista (* 3. června 1933)
- 07. února – Hana Doskočilová, spisovatelka knih pro děti (* 11. července 1936)
- 09. února – Petr Oliva, herec (* 14. února 1943)
- 18. února – Stanislav Milota, kameraman, signatář Charty 77 (* 9. března 1933)
- 21. února
  - Miloš Navrátil, historik hudby a pedagog (* 2. dubna 1932)
  - Břetislav Petr, politik a poslanec (* 7. ledna 1937)
- 24. února – Miloš Vojtěchovský, lékař (* 4. února 1925)
- 26. února – Jiří Pomeje, herec a filmový producent (* 13. prosince 1964)
- 27. února – Luděk Švorc, kladenský fotograf a spisovatel (* 21. ledna 1941)
- 28. února – Jiří Pecha, herec (* 1. listopadu 1944)
- 02. března – Otto Trefný, zdravotník československé hokejové reprezentace (* 9. února 1932)
- 07. března – Aťka Janoušková, herečka a zpěvačka (* 16. března 1930)
- 10. března – Jiří Stříteský, politik a senátor (* 3. listopadu 1943)
- 12. března
  - Věra Bílá, zpěvačka a hudebnice (* 22. května 1954)
  - Mirek Hoffmann, country zpěvák, textař a skladatel, člen Greenhorns (* 28. března 1935)
- 14. března
  - Jan Šplíchal, fotograf (* 17. prosince 1929)
  - Stanislav Zindulka, herec (* 5. května 1932)
- 15. března – Miroslav Polreich, diplomat a zpravodajec (* 17. června 1931)
- 18. března
  - Vlastimil Brlica, atlet a běžec (* 2. prosince 1928)
  - Vojtěch Lahoda, historik umění, kurátor, vysokoškolský pedagog a překladatel (* 30. července 1955)
- 19. března – Jaroslav Karl, kněz a politický vězeň komunistické totality (* 18. června 1929)
- 24. března – Milan Norbert Badal, římskokatolický kněz, člen řádu sv. Lazara a autor gurmánské a humoristické literatury (* 15. srpna 1956)
- 25. března – Josef Hampl, malíř, sochař, grafik a tvůrce landartových projektů (* 17. dubna 1932)
- 26. března
  - Daniel Nekonečný, zpěvák (* 29. června 1966)
  - Josef Nun, šachista (* 22. července 1933)
- 29. března – Zdeněk Marek, hokejista a módní návrhář (* 16. října 1925)
- 01. dubna – Ivo Schwarz, policejní a zpravodajský důstojník, diplomat a velvyslanec (* 12. srpna 1964)
- 04. dubna – František Kressa, fotograf (* 19. října 1951)
- 05. dubna – Ivo Mrázek, basketbalový hráč a trenér (* 18. ledna 1926)
- 06. dubna – Rudolf Sůva, lyžař a motocyklový závodník (* 23. srpna 1924)
- 12. dubna – Zuzana Skalníková, herečka (* 20. června 1949)
- 15. dubna – Radomil Uhlíř, herec (* 10. dubna 1957)
- 18. dubna – Jiří Traxler, folkový hudebník, zpěvák, scenárista, muzikolog, etnolog a folklorista (* 30. srpna 1946)
- 20. dubna
  - Luděk Bukač, hokejista a trenér (* 4. srpna 1935)
  - Věra Kotasová, malířka, grafička, pedagožka a překladatelka (* 28. března 1939)
- 22. dubna – František Xaver Thuri, hudební skladatel, cembalista, varhaník, hobojista, hudební vědec a pedagog (* 29. dubna 1939)
- 24. dubna – Jaroslav Kepka, herec (* 14. srpna 1935)
- 25. dubna
  - František Vítů, fotbalista (* 9. července 1944)
  - Václav Wolf, římskokatolický kněz a teolog (* 1. března 1937)
- 29. dubna – Josef Šural, fotbalový reprezentant (* 30. května 1990)
- 01. května – Vladimír Poštulka, textař (* 29. dubna 1943)
- 02. května – Filip Suchý, fotbalový obránce (* 5. října 1995)
- 05. května
  - Dagmar Hubálková, basketbalistka (* 4. února 1932)
  - Jan Nedvěd, básník, programátor a signatář Charty 77 (* 1. března 1939)
- 07. května
  - Václav Postránecký, herec a pedagog (* 8. září 1943)
  - Adam Svoboda, hokejista (* 26. ledna 1978)
- 11. května – Hana Čápová, grafička, ilustrátorka, kreslířka poštovních známek, malířka a tvůrkyně exlibris (* 24. dubna 1956)
- 13. května – Petr Skarlant, básník, spisovatel, dramatik a překladatel (* 22. února 1939)
- 21. května – Bohumil Staša, motocyklový závodník (* 29. dubna 1944)
- 24. května – Jaroslav Erik Frič, básník, hudebník a nakladatel (* 14. srpna 1949)
- 25. května – Karel Masopust, hokejista (* 4. října 1942)
- 28. května – Petr Sgall, jazykovědec a bohemista (* 27. května 1926)
- 29. května – Jiří Stránský, spisovatel, scenárista, dramatik, překladatel, básník (* 12. srpna 1931)
- 01. června – Romek Hanzlík, hudební manažer, kytarista a fotograf (* 20. listopadu 1961)
- 02. června – Pavel Fried, konstruktér, manažer a podnikatel (* 13. června 1930)
- 07. června – Bohumil Svatoš, horolezec (24. srpna 1929)
- 13. června – Jiří Pospíšil, československý basketbalista (* 9. září 1950)
- 14. června – Josef Kavka, geolog a petrolog (* 25. dubna 1922)
- 15. června – Zdeněk Kučera, teolog, duchovní Církve československé husitské, filozof, etik, profesor a děkan (* 30. března 1930)
- 19. června – Stanislav Bruder, herec (* 4. září 1933)
- 22. června – Zdeněk Remsa, skokan na lyžích (* 29. prosince 1928)
- 23. června
  - Božena Brodská, tanečnice, historička baletu a pedagožka dějin baletu na AMU (* 27. července 1922)
  - Slavomil Vencl, archeolog, pedagog, sběratel umění a redaktor (* 18. října 1936)
- 28. června – František Čuba, agronom, pedagog a politik (* 23. ledna 1936)
- 04. července
  - Vladimír Kučera, novinář, publicista a scenárista (* 3. dubna 1947)
  - Martin Kurel, scénograf a filmový architekt (* 27. ledna 1961)
- 05. července – Josef Koutecký, lékař, chirurg a zakladatel dětské onkologie v Československu (* 31. srpna 1930)
- 06. července – Ladislav Vomáčko, politik (* 12. dubna 1944)
- 09. července – Jana Kopecká, herečka a tanečnice (* 16. května 1939)
- 19. července
  - Alois Dubec, válečný veterán (* 28. června 1923)
  - Alena Karešová, herečka a pedagožka (* 27. ledna 1927)
- 20. července – Ivo Pejčoch, vojenský historik (* 18. března 1962)
- 22. července – Karel Juliš, vysokoškolský pedagog, odborník na mechaniku, politik a ministr (* 10. listopadu 1929)
- 23. července
  - Jan Hrbatý, hokejista (* 20. ledna 1942)
  - Pavel Kučera, advokát, soudce a místopředseda Nejvyššího soudu (* 11. února 1940)
  - Jan Řeřicha, herec a divadelní režisér (* 18. ledna 1947)
- 25. července – Václav Kotek, kulisák, herec a manažer Divadla Járy Cimrmana (* 3. února 1953)
- 29. července – Zdeněk Srstka, vzpěrač a zápasník, olympionik, herec, kaskadér a moderátor (* 26. září 1935)
- 01. srpna
  - Michael Klang, architekt, scénograf, designér a výtvarník (* 4. března 1954)
  - Libuše Váchalová, harfistka a hudební pedagožka (* 17. dubna 1932)
  - Richard Vyškovský, architekt (* 13. července 1929)
- 05. srpna – Josef Kadraba, fotbalista (* 29. září 1933)
- 04. srpna – Jan Pfeiffer, lékař a profesor neurologie (* 17. dubna 1928)
- 08. srpna – Jindřich Kovařík, malíř, ilustrátor, grafik a typograf (* 12. června 1928)
- 11. srpna – Emil Svoboda, fotbalista (* 16. srpna 1928)
- 12. srpna – Eva Stehlíková, filoložka, překladatelka, teatroložka a pedagog (* 1. února 1941)
- 13. srpna – Vladimír Ptáček, basketbalista (* 7. listopadu 1954)
- 14. srpna – Vojmír Srdečný, student odvlečený během nacistických represí proti studentům (* 6. října 1919)
- 17. srpna
  - Petr Čejka, zpěvák (* 12. srpna 1964)
  - František Derfler, herec, divadelní organizátor a divadelní pedagog (* 12. února 1942)
- 19. srpna – Zorka Kohoutová, zpěvačka a herečka (* 16. dubna 1931)
- 20. srpna – Rudolf Kramář, kardiochirurg (* 29. září 1930)
- 22. srpna – Vlastimil Šmída, horolezec (* 21. listopadu 1933)
- 30. srpna – František Schwach, hokejista (* 21. dubna 1935)
- 01. září – Radomil Eliška, dirigent (* 6. dubna 1931)
- 05. září – Jaroslav Weigel, malíř, grafik, scénograf a herec (* 2. února 1931)
- 10. září – Josef Koláček, teolog, překladatel, spisovatel a publicista (* 1. září 1929)
- 13. září – Václav Špičák, alergologog, imunologog a pediatr (* 14. ledna 1929)
- 14. září – Josef Kozák, konstruktér leteckých přístrojů, pedagog a odborník na technickou diagnostiku (* 29. května 1933)
- 15. září – Radegast Parolek, pedagog, překladatel z litevštiny a lotyštiny (* 1. prosince 1920)
- 26. září – Jindřich Vobořil, hudebník, skladatel, textař, zpěvák a baskytarista (* 25. července 1947)
- 27. září – Jan Schmidt, režisér, scenárista a herec (* 3. ledna 1934)
- 01. října – Karel Gott, zpěvák, malíř a herec (* 14. července 1939)
- 05. října – Růžena Žertová, architektka (* 4. listopadu 1932)
- 06. října – Vlasta Chramostová, herečka (* 17. listopadu 1926)
- 07. října – Hana Jüptnerová, pedagožka a signatářka Charty 77 (* 31. ledna 1952)
- 18. října – Gabriela Basařová, profesorka chemie (* 17. ledna 1934)
- 20. října
  - František Cerman, fotbalista a trenér (* 17. prosince 1944)
  - Jiří Kolouch, hokejový brankář (* 24. dubna 1932)
- 22. října – Josef Marek, endokrinolog (* 23. ledna 1936)
- 24. října – Karel Malich, sochař, malíř a grafik (* 18. října 1924)
- 28. října
  - Jana Drbohlavová, herečka (* 22. listopadu 1940)
  - Jitka Šuranská, zpěvačka a houslistka (* 2. srpna 1978)
- 29. října – Eva Dušková, politická vězeňkyně komunistického režimu (* 11. listopadu 1931)
- 02. listopadu – Bohumil Tomášek trenér, sportovní funkcionář a basketbalista (* 21. června 1936)
- 06. listopadu – Jan Stráský, politik (* 24. prosince 1940)
- 07. listopadu – Miloš Lokajíček, fyzik (* 20. srpna 1923)
- 10. listopadu – Jiří Černý, spisovatel (* 4. dubna 1940)
- 16. listopadu – Vojtěch Jasný, scenárista, filmový režisér a fotograf (* 30. listopadu 1925)
- 17. listopadu – Jiřina Čermáková, pozemní hokejistka (* 17. listopadu 1944)
- 24. listopadu – Zdeněk Ježek, epidemiolog a infektolog (* 13. srpna 1932)
- 26. listopadu – Karel Werner, indolog, orientalista, religionista a filosof náboženství (* 12. ledna 1925)
- 27. listopadu – Svatoslav Galík, reprezentant v orientačním běhu (* 31. ledna 1938)
- 29. listopadu – Zbyněk Hotový, fotbalista (* 11. října 1953)
- 30. listopadu – Petr Málek, sportovní střelec a olympionik (* 26. listopadu 1961)
- 08. prosince – Eva Formánková, filosofka, nakladatelská redaktorka a překladatelka (* 5. ledna 1931)
- 11. prosince – Jiří Jirmal, kytarista, hudební skladatel, publicista a pedagog (* 24. dubna 1925)
- 16. prosince – Jan Zahradníček, poslanec a senátor (* 31. května 1948)
- 20. prosince – Ivo Pondělíček, sexuolog, malíř a filmový teoretik (* 17. června 1928)
- 23. prosince – Vladimír Wolf, historik, archivář, vysokoškolský profesor a editor (* 4. února 1942)
- 25. prosince – Taťana Fischerová, herečka, spisovatelka, moderátorka, politička (* 6. června 1947)
- 26. prosince
  - Stanislava Lekešová, televizní hlasatelka, moderátorka a konferenciérka (* 29. května 1956)
  - Alois Martan, malíř a restaurátor (* 15. září 1926)
- 27. prosince – Josef Plocek, katolický laický aktivista a politický vězeň komunistického režimu (* 8. března 1925)
- 31. prosince – Miroslav Berek, lední hokejista a trenér (* 10. dubna 1938)

### Svět

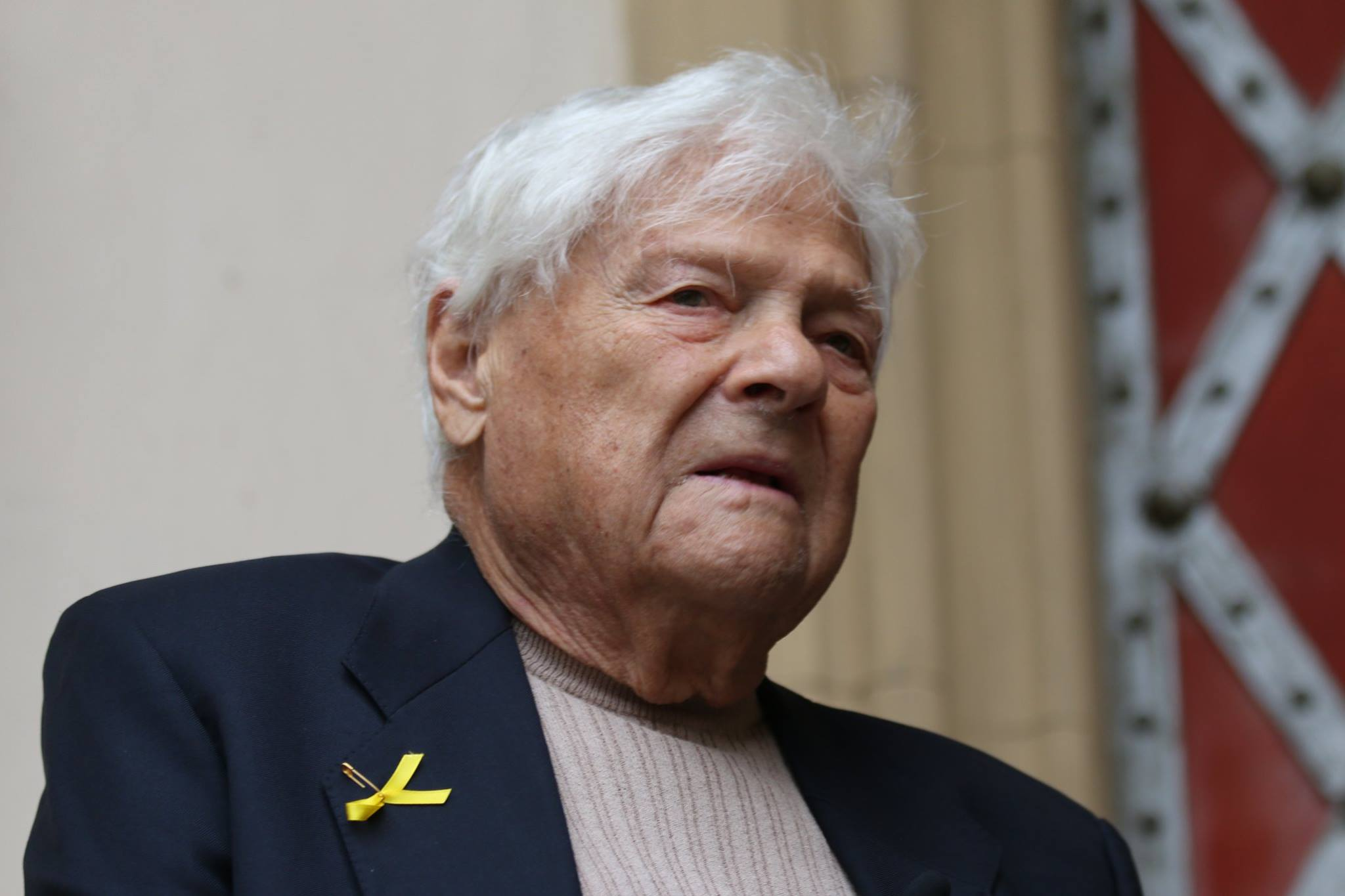
Jiří Brady († 11. ledna)

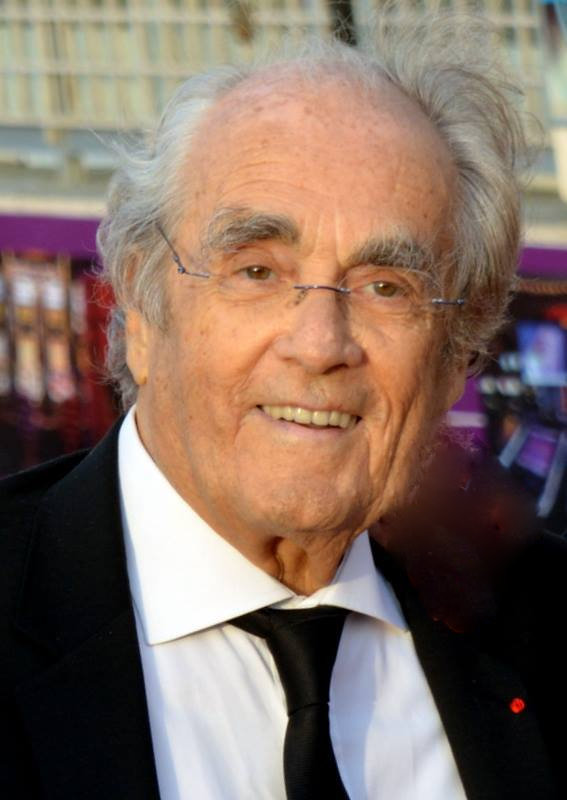
Michel Legrand († 26. ledna)

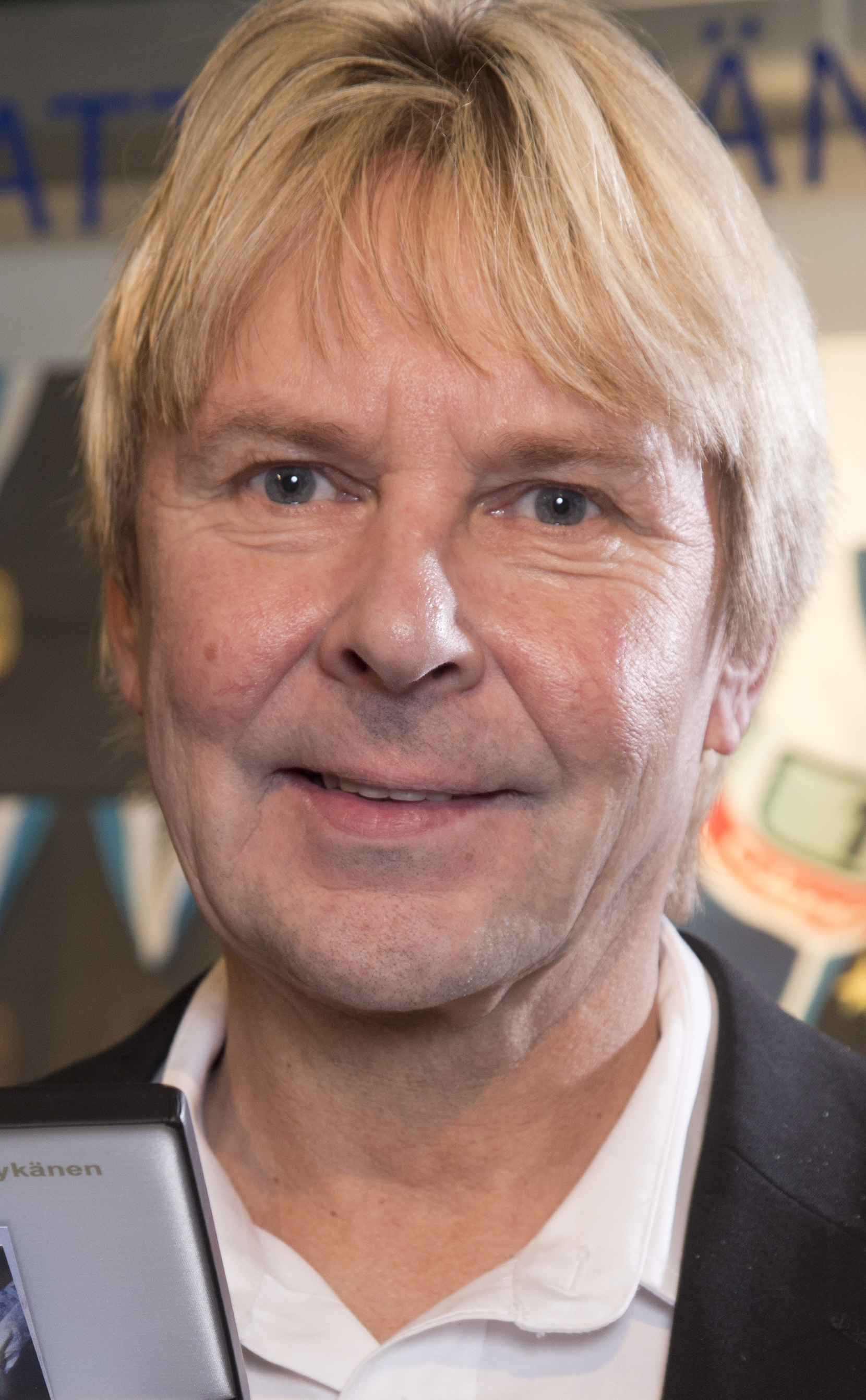
Matti Nykänen († 4. února)

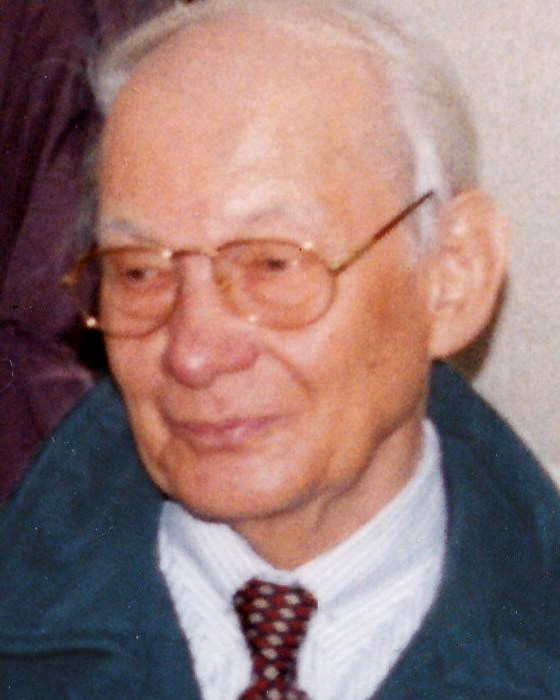
Manfred Eigen († 6. února)

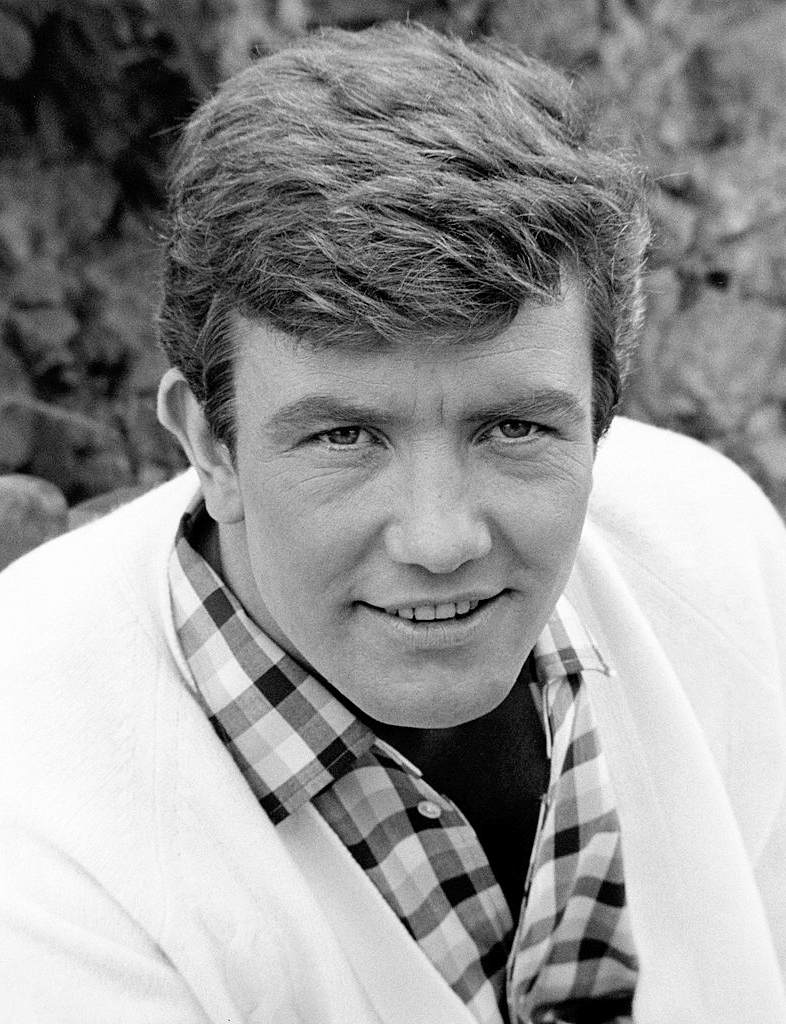
Albert Finney († 7. února)

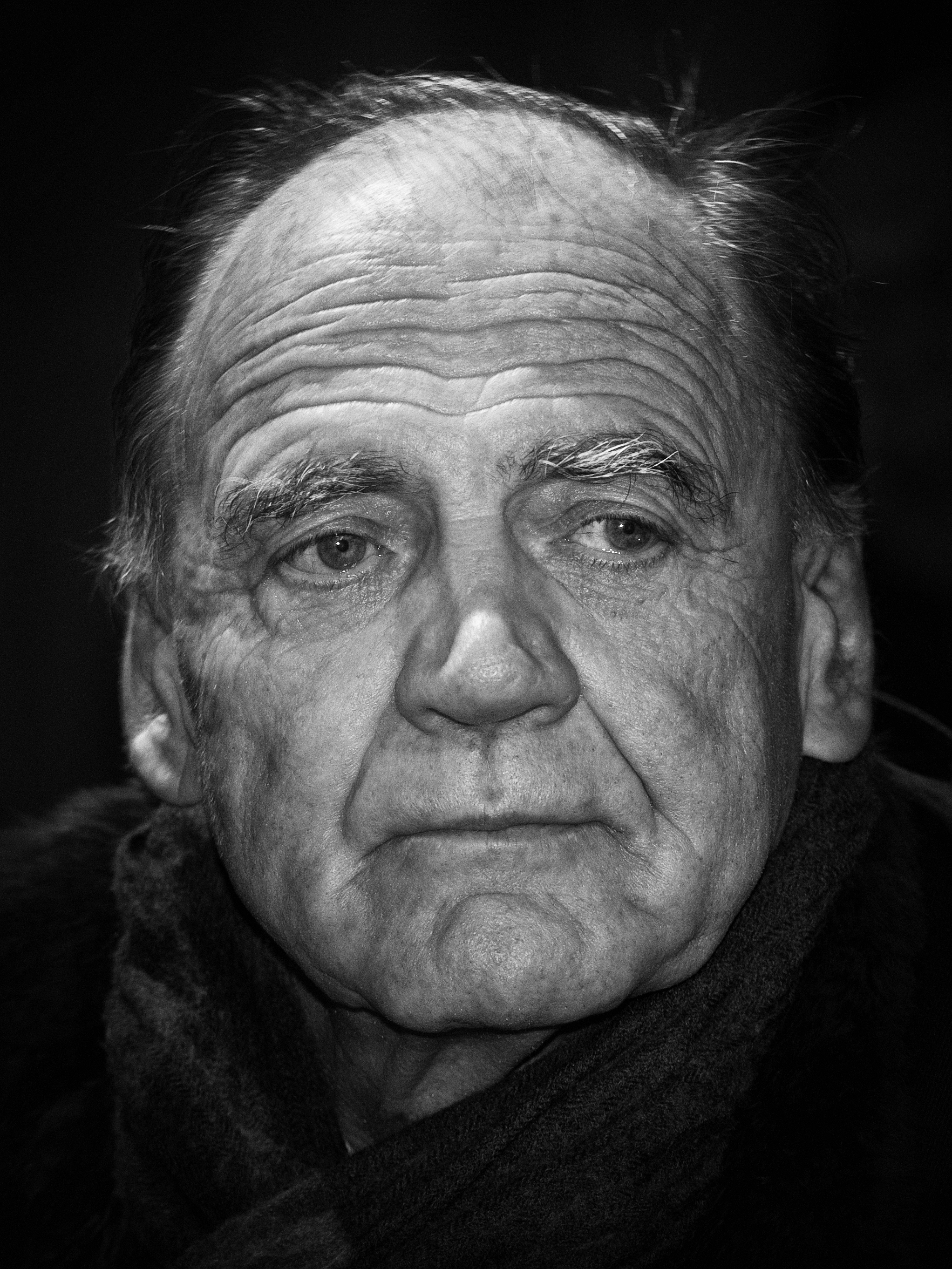
Bruno Ganz († 16. února)

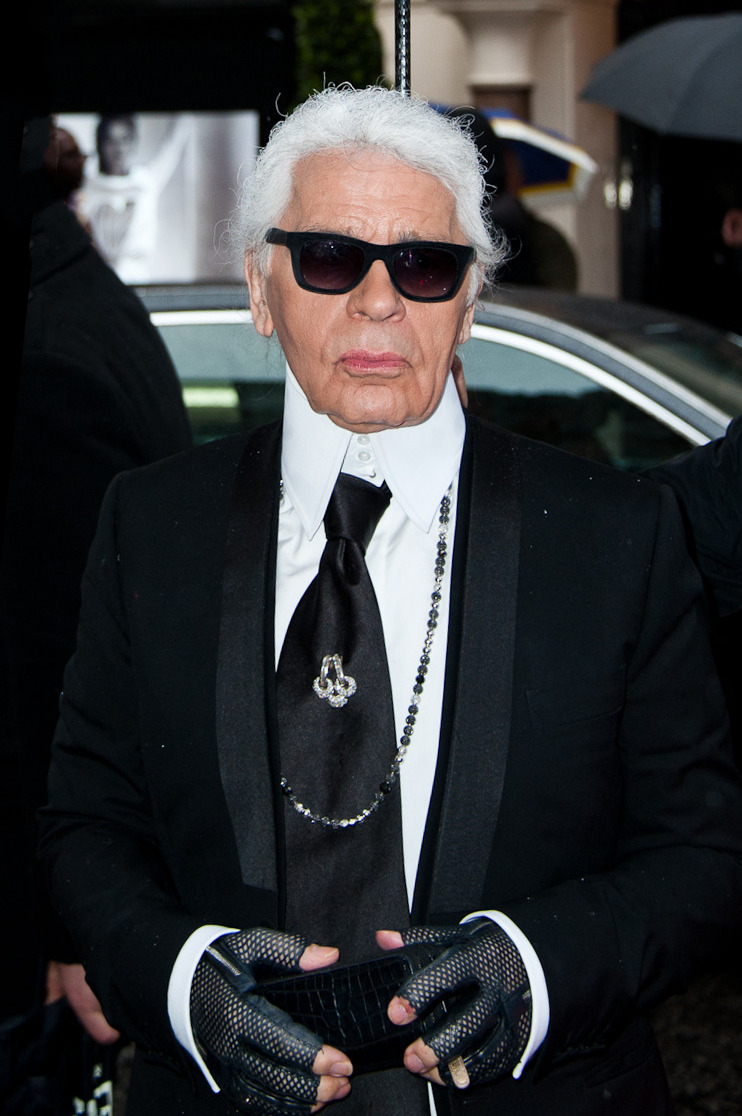
Karl Lagerfeld († 19. února)

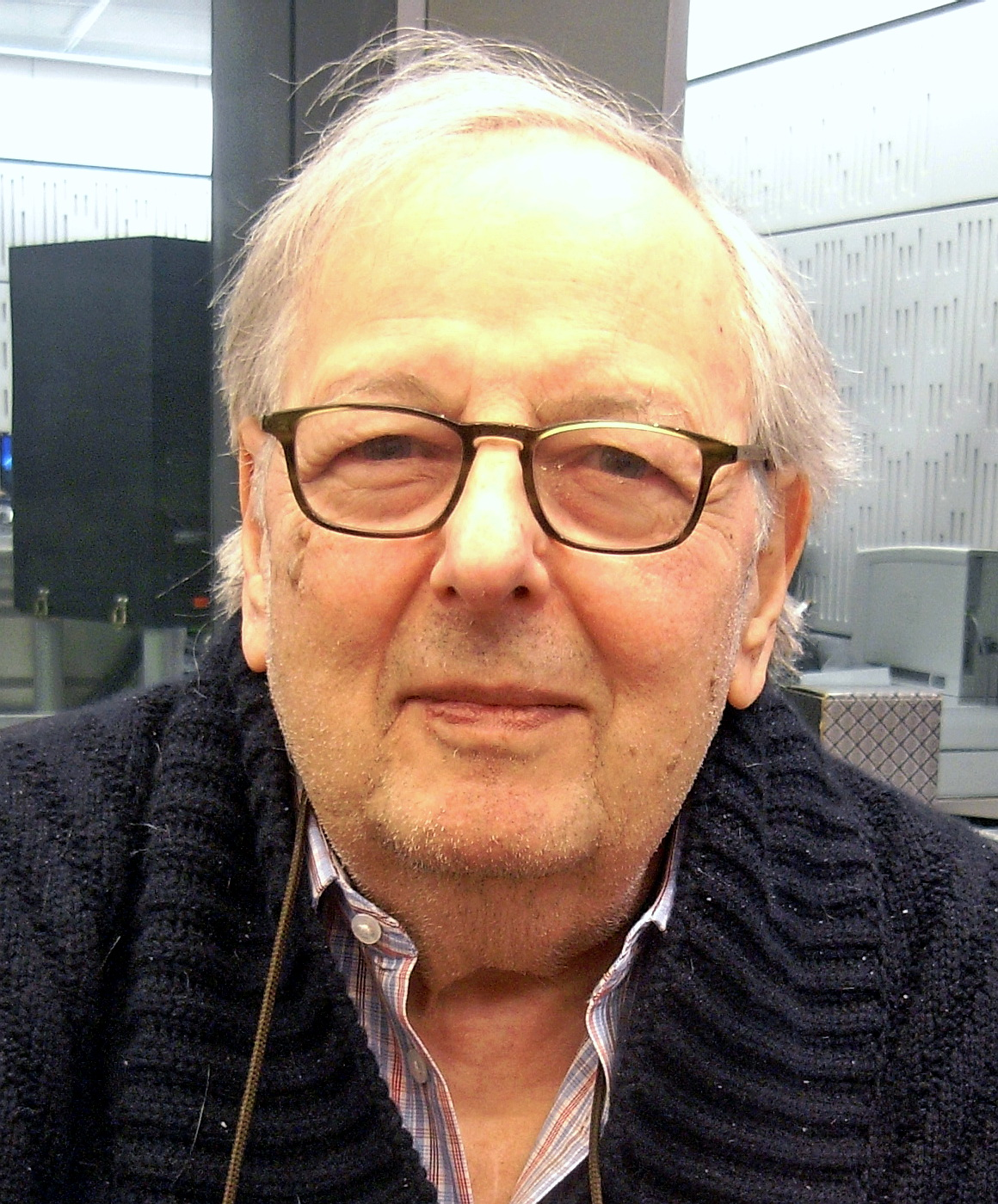
André Previn († 28. února)

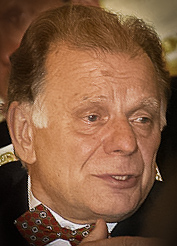
Žores Alfjorov († 1. března)

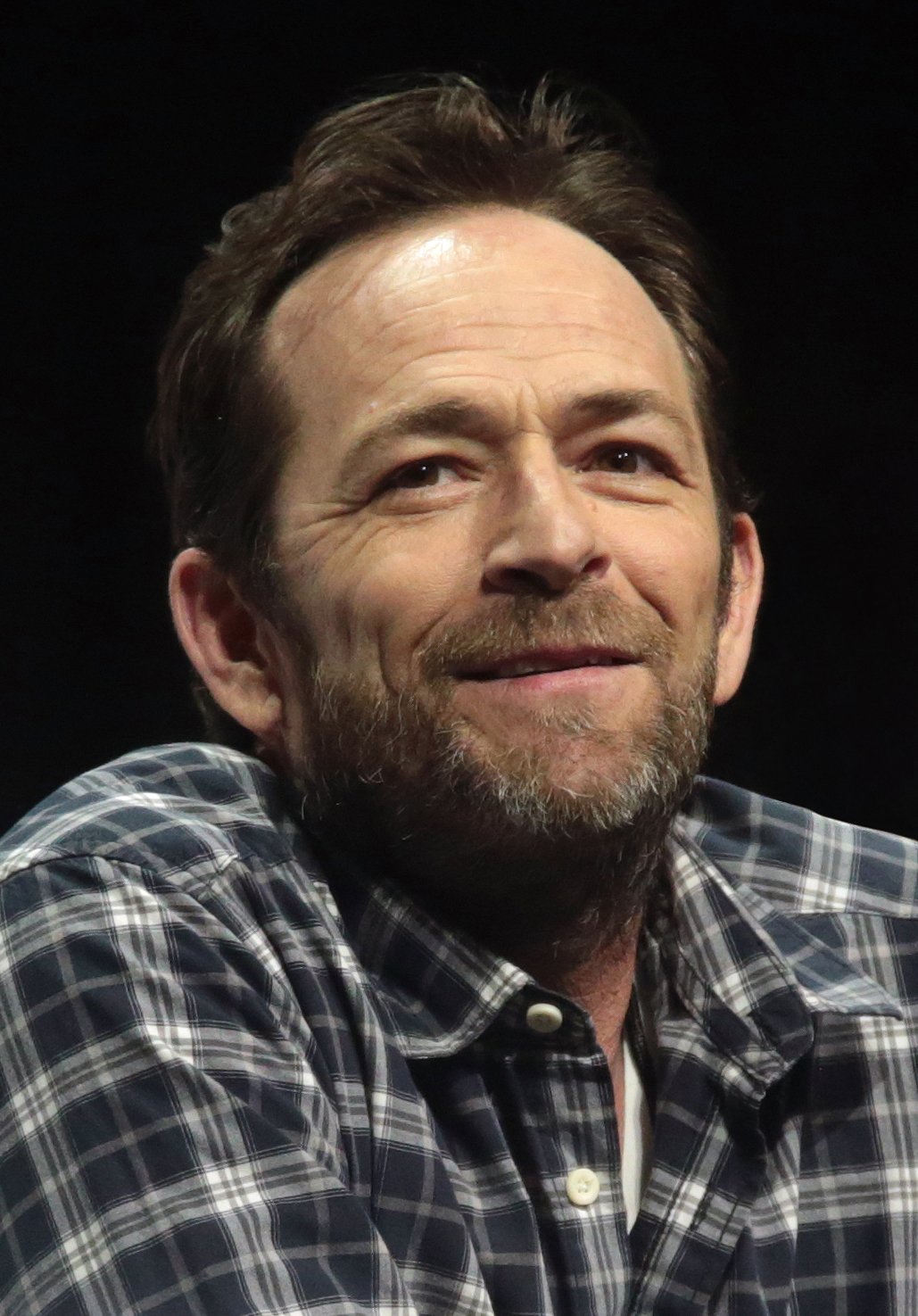
Luke Perry († 4. března)

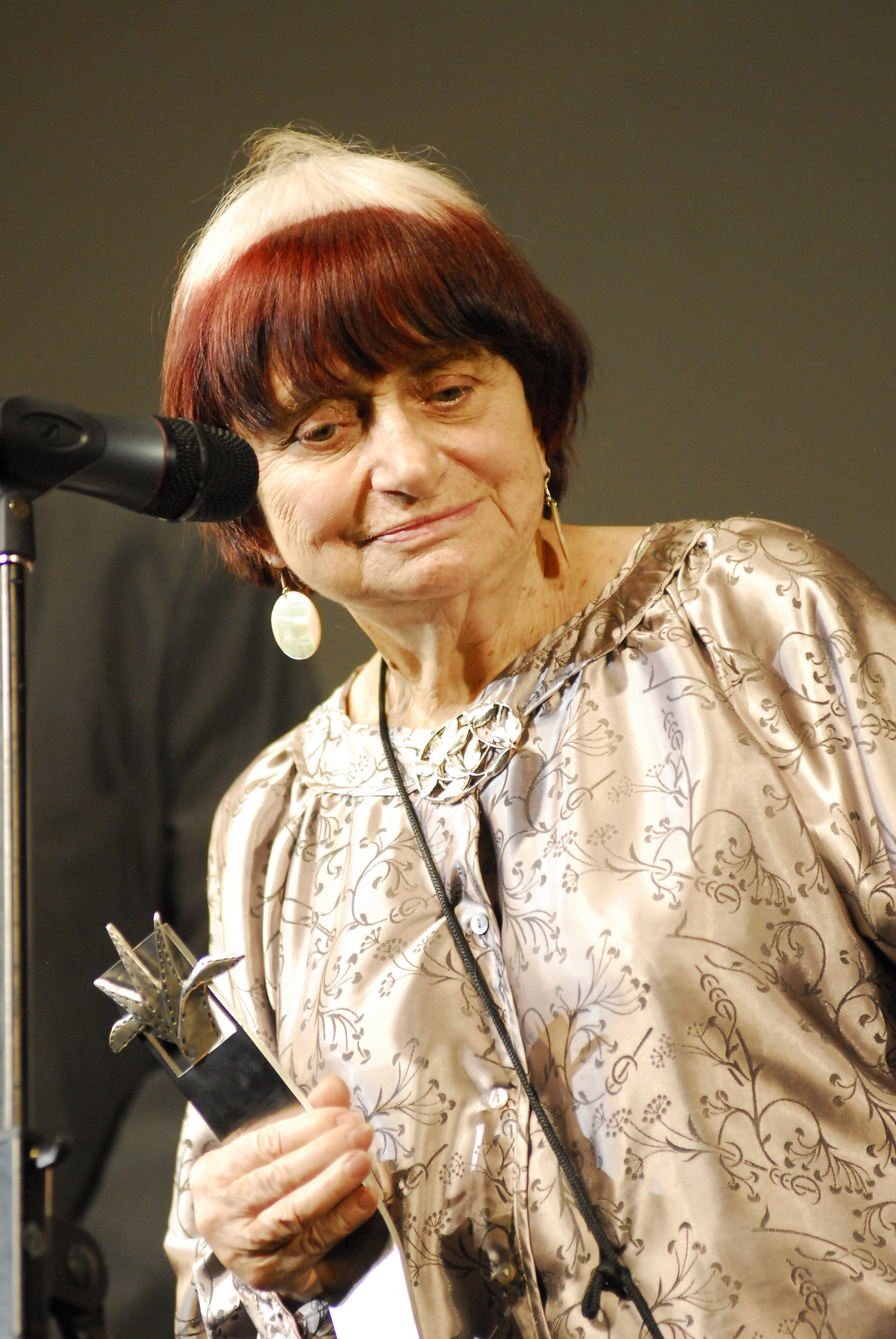
Agnès Varda († 29. března)

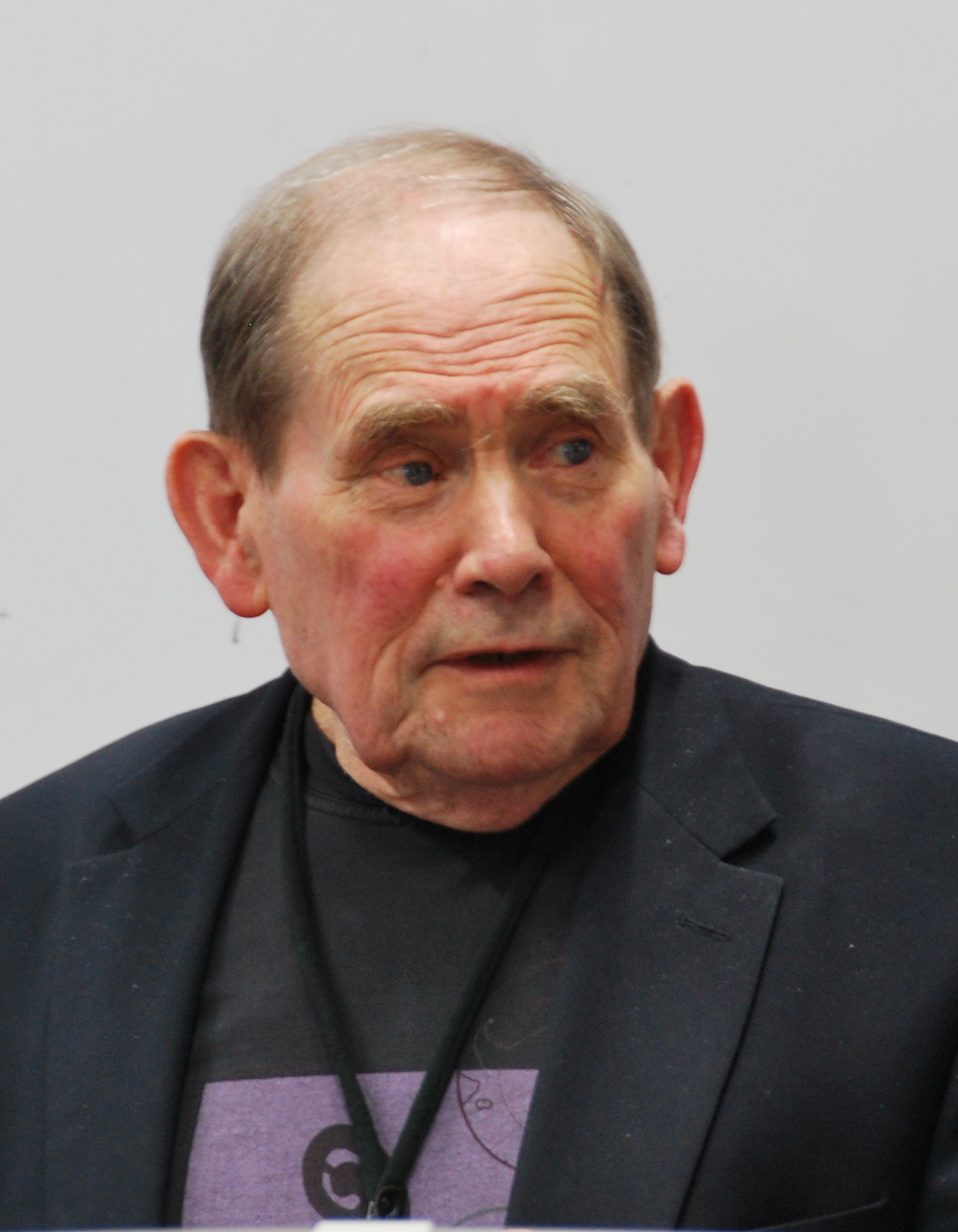
Sydney Brenner († 5. dubna)

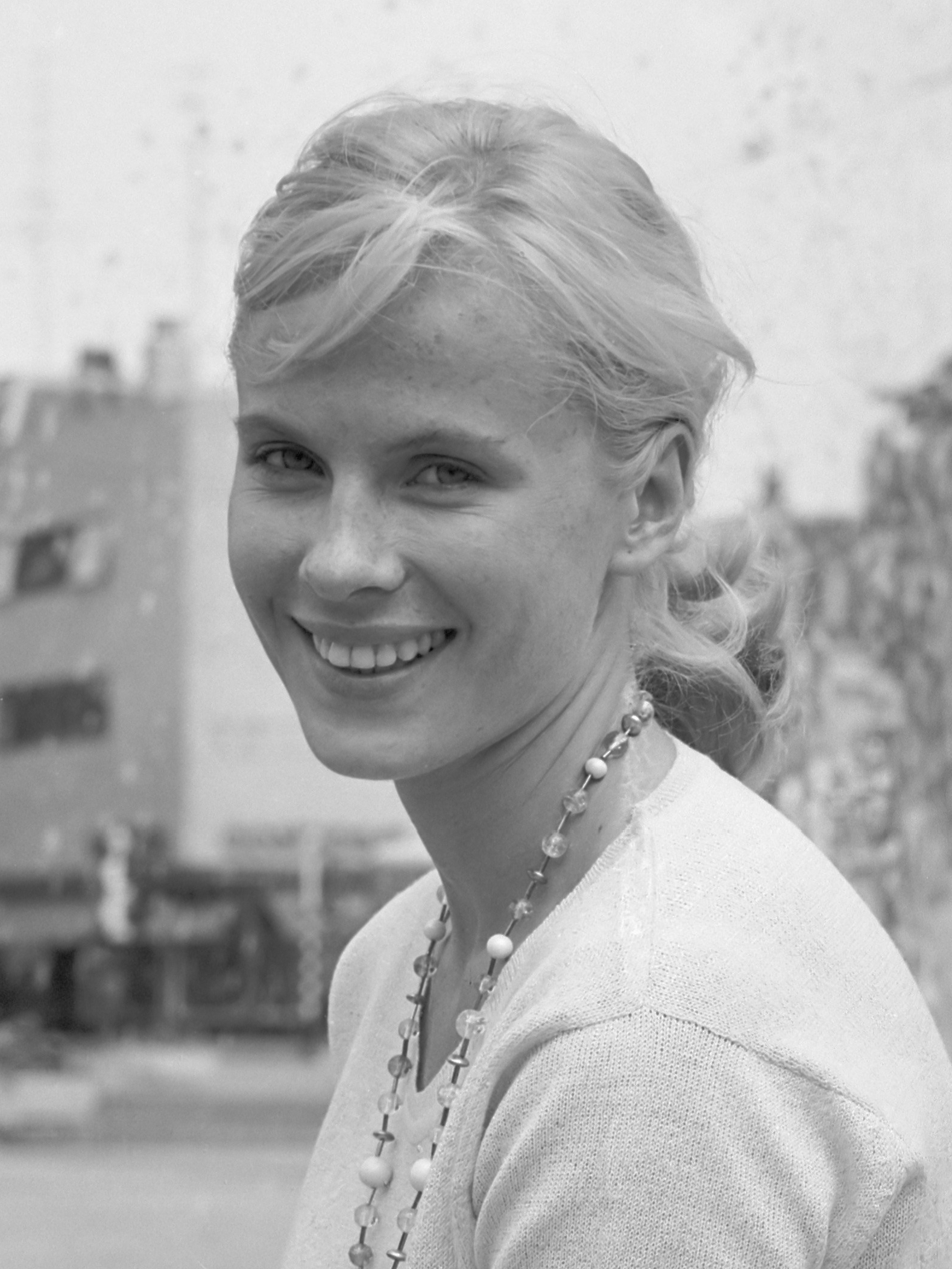
Bibi Anderssonová († 14. dubna)

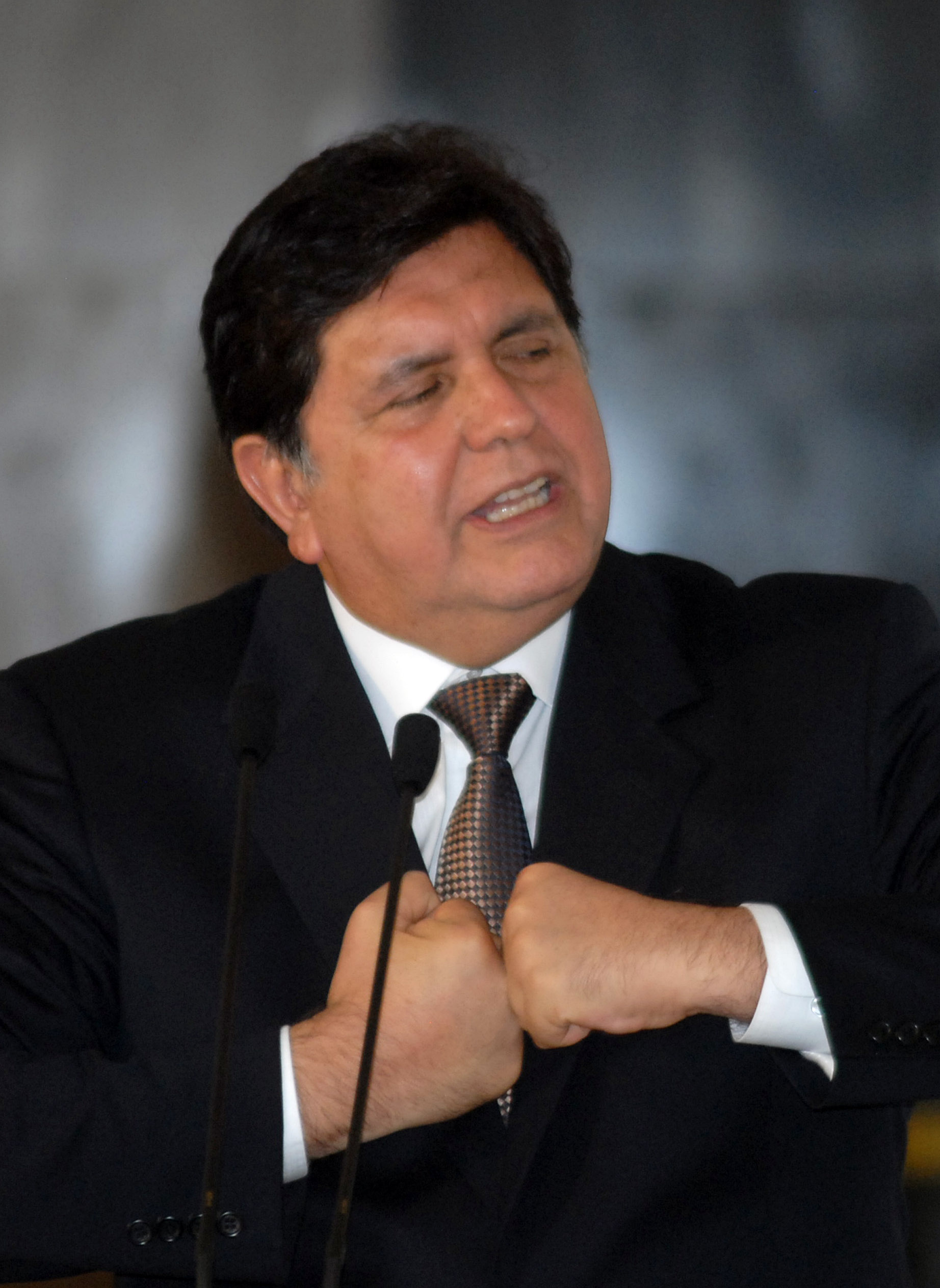
Alan García († 17. dubna)

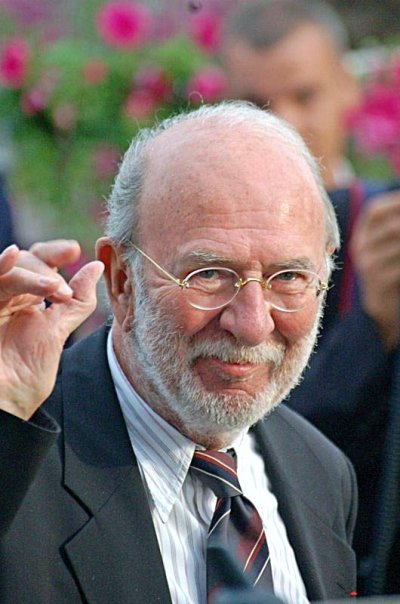
Jean-Pierre Marielle († 24. dubna)

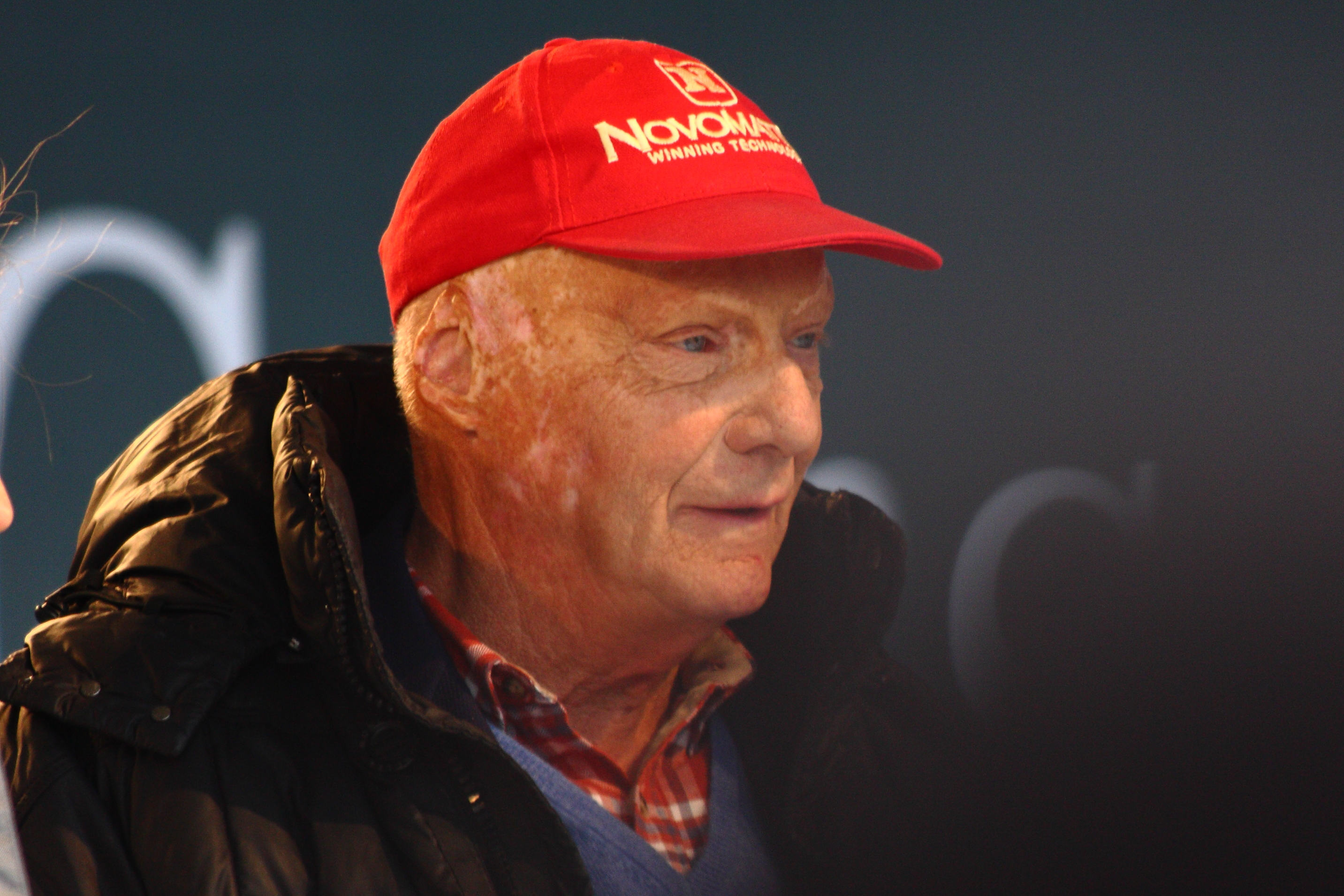
Niki Lauda († 20. května)

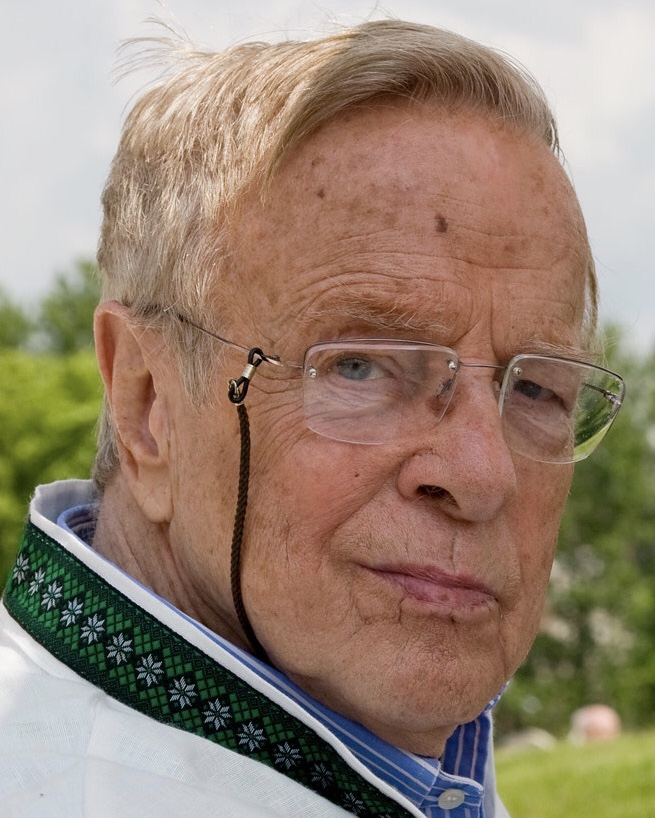
Franco Zeffirelli († 15. června)

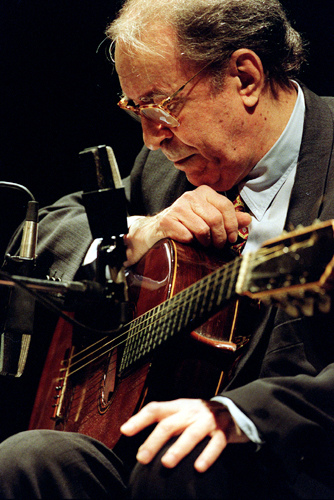
João Gilberto († 6. července)

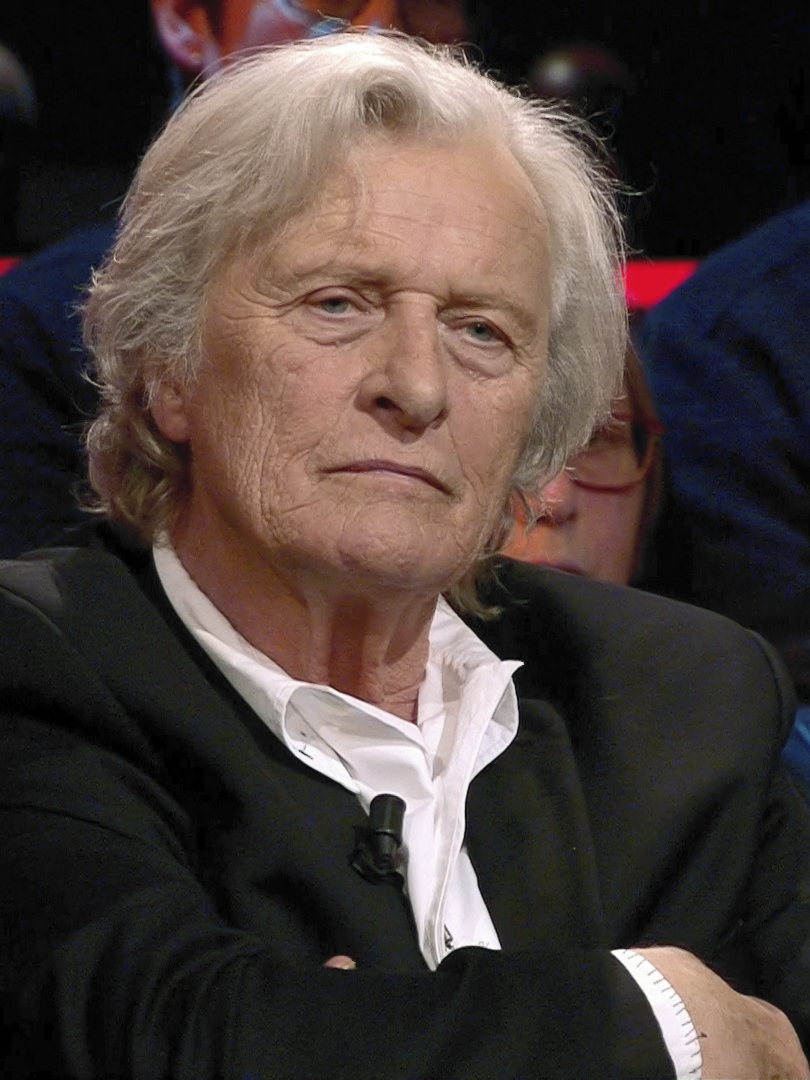
Rutger Hauer († 19. července)

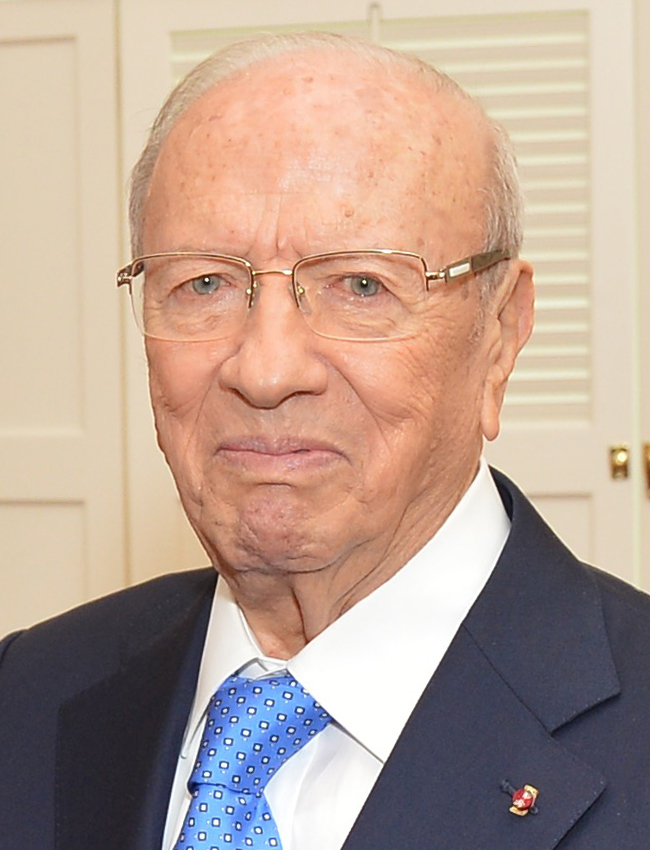
Kaíd Sibsí († 25. července)

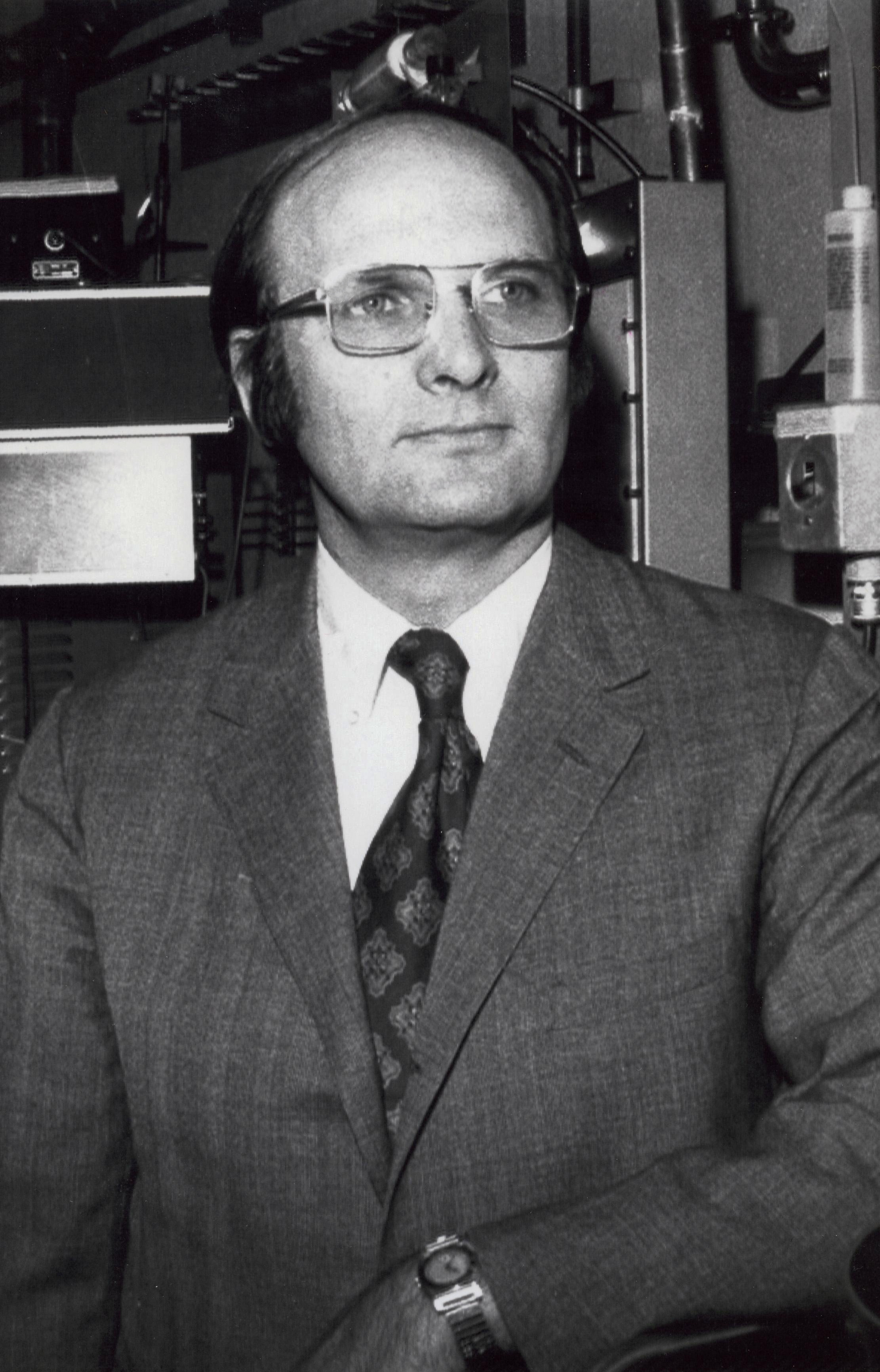
John Robert Schrieffer († 27. července)

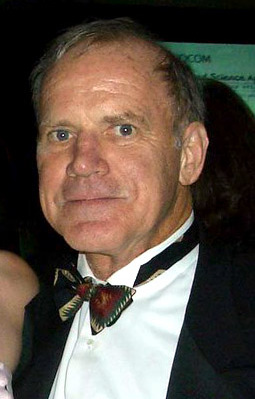
Kary Mullis († 7. srpna)

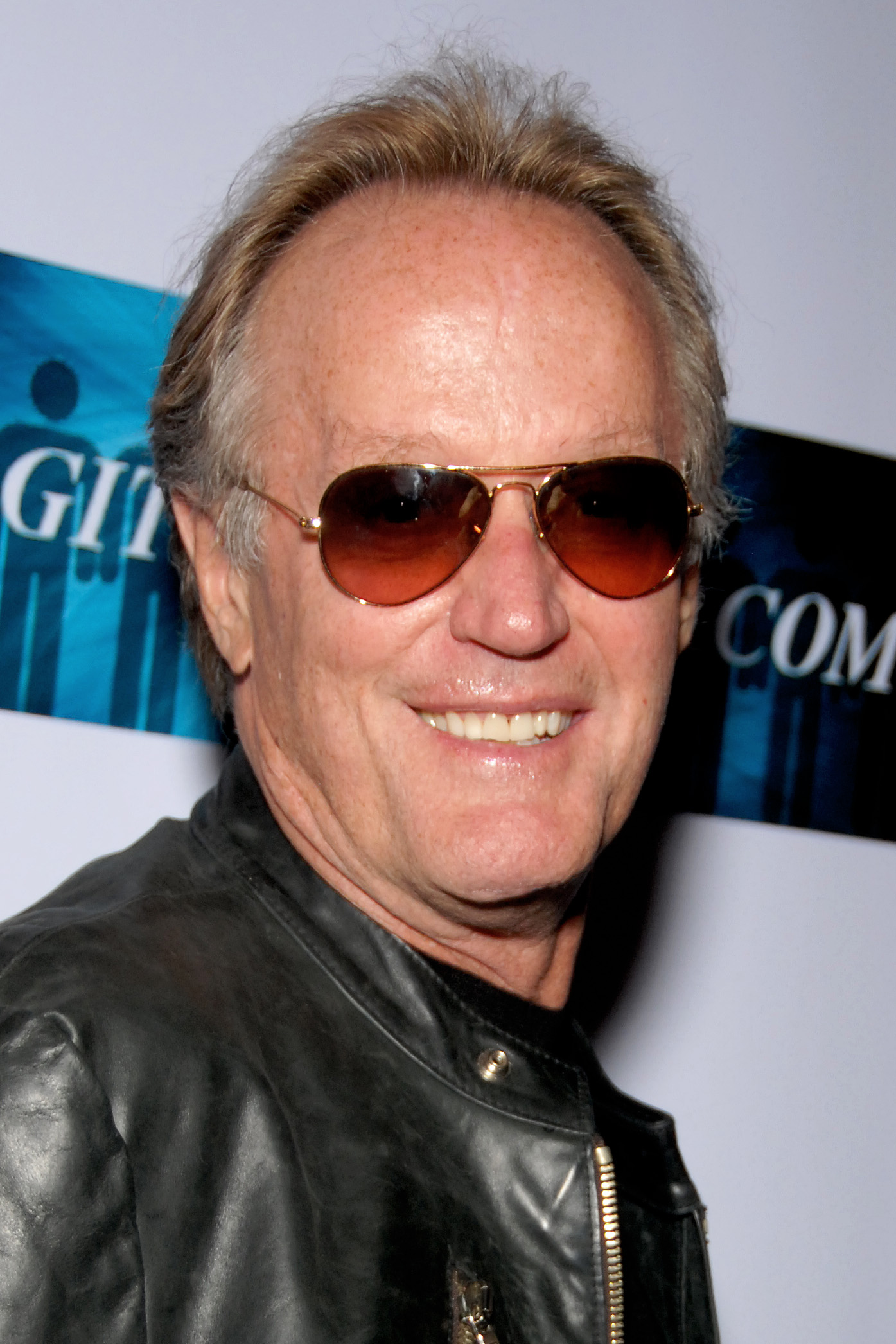
Peter Fonda († 16. srpna)

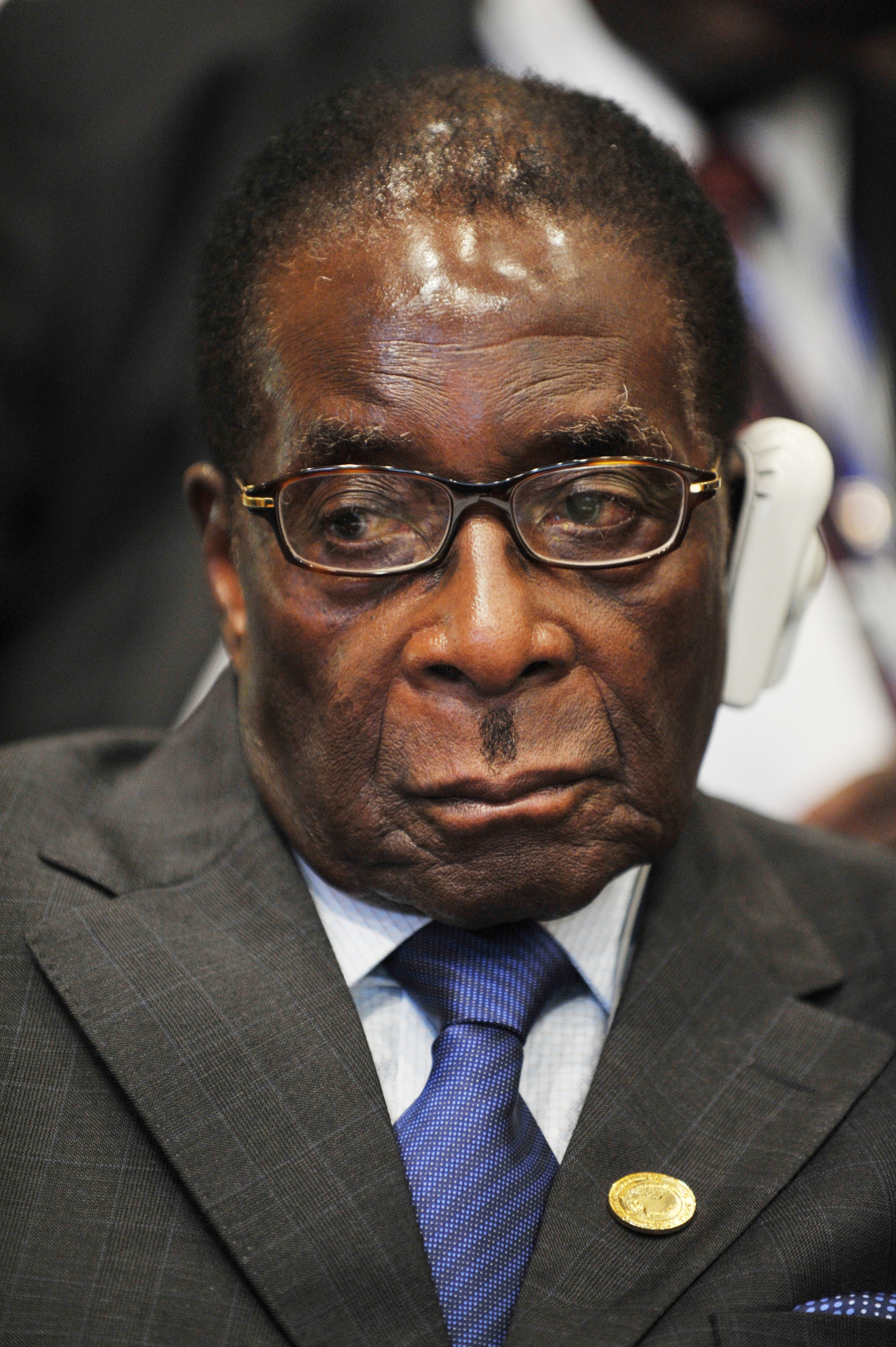
Robert Mugabe († 6. září)

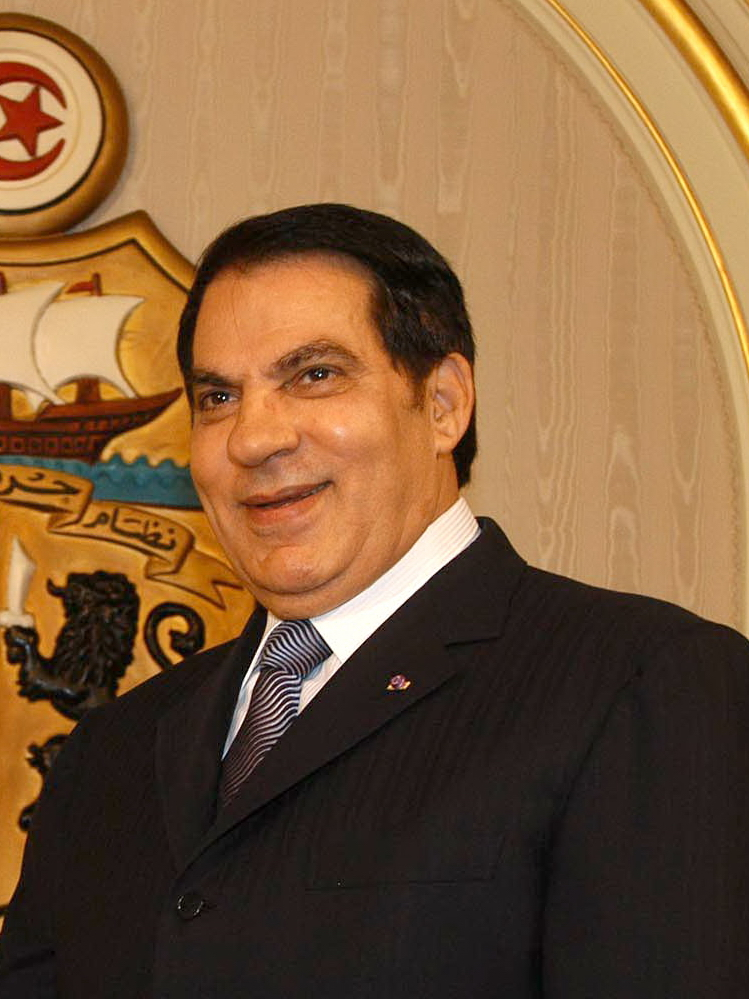
Zín Abidín bin Alí († 19. září)

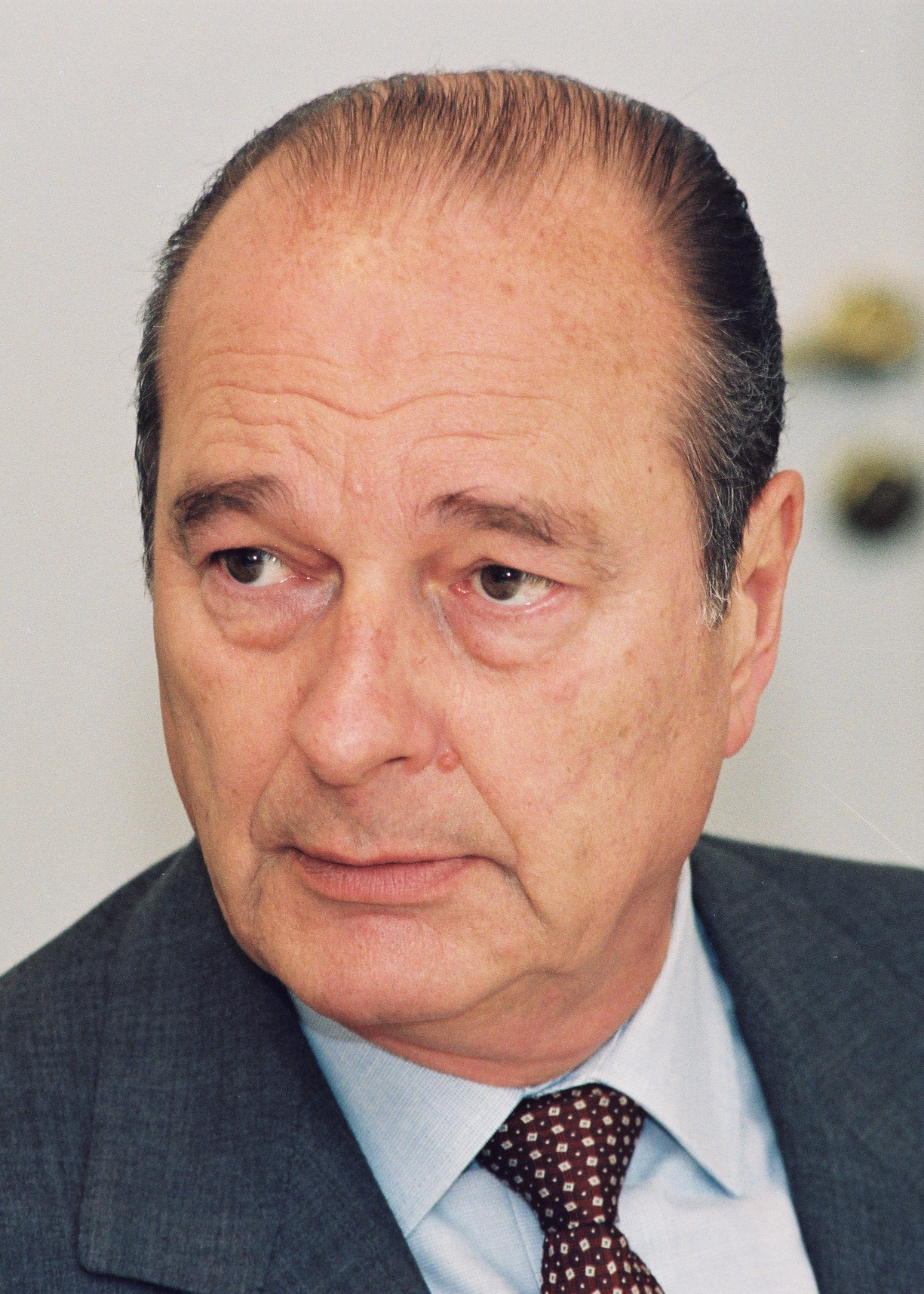
Jacques Chirac († 26. září)

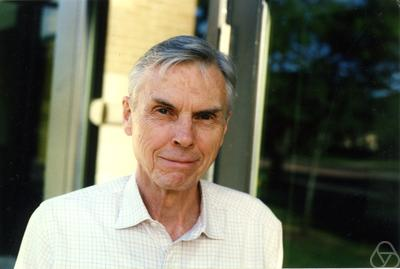
John Tate († 16. října)

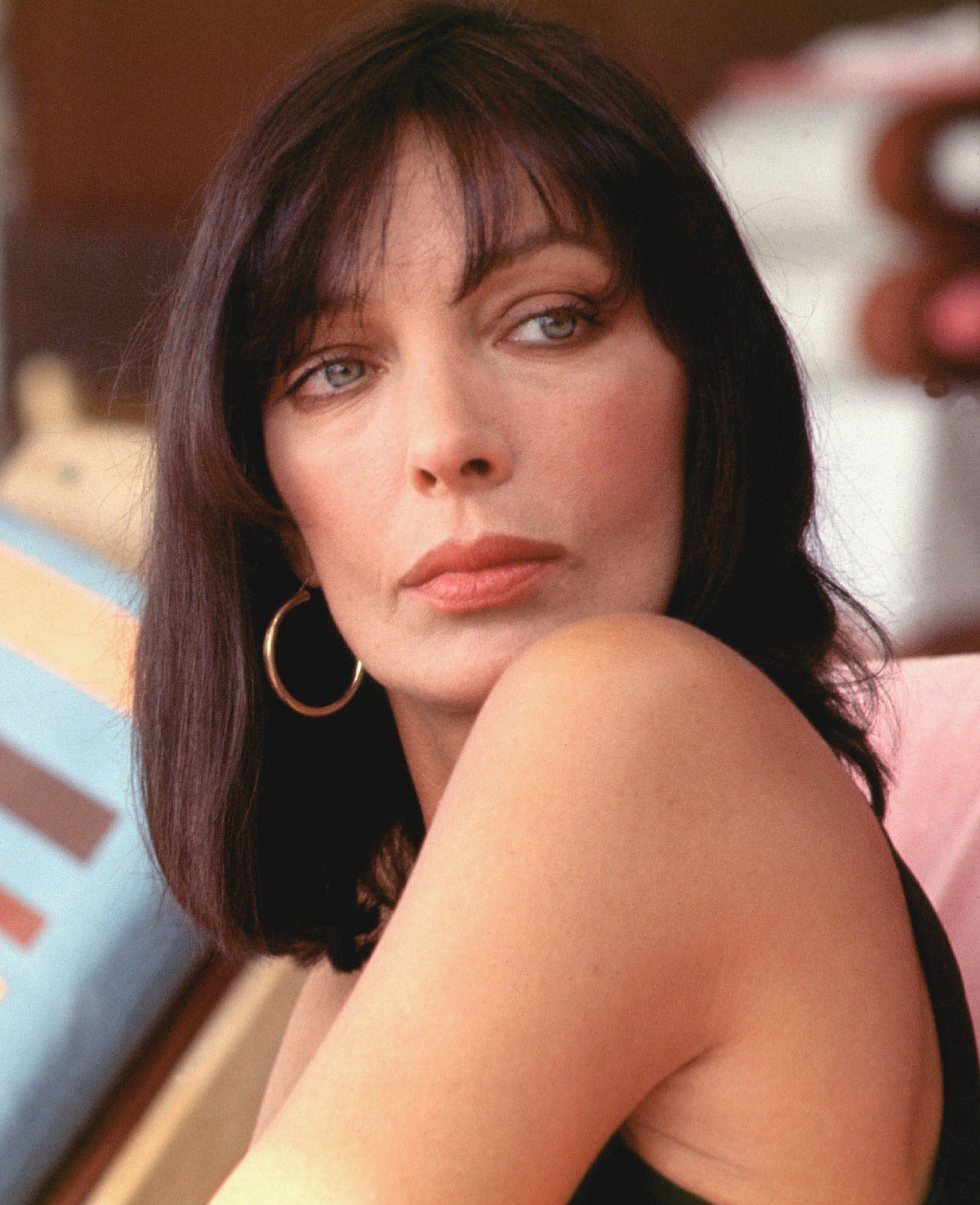
Marie Laforêt († 2. listopadu)

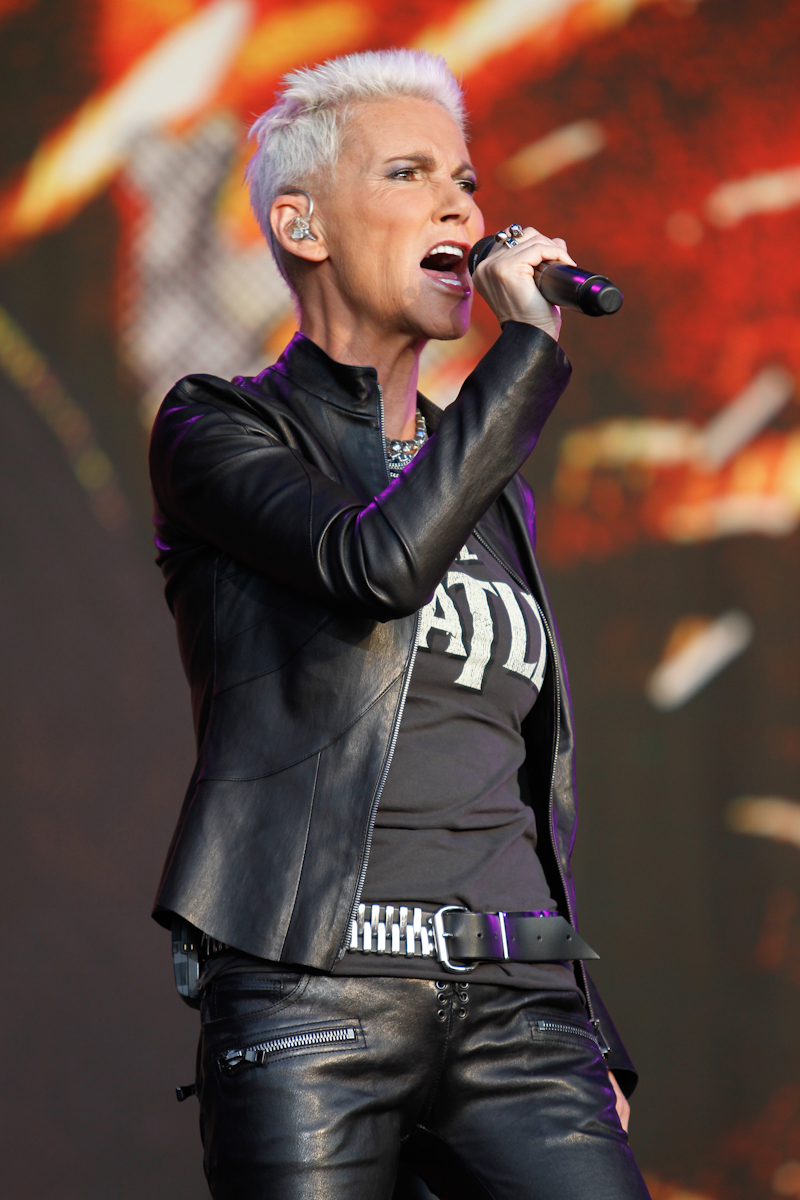
Marie Fredrikssonová († 9. prosince)

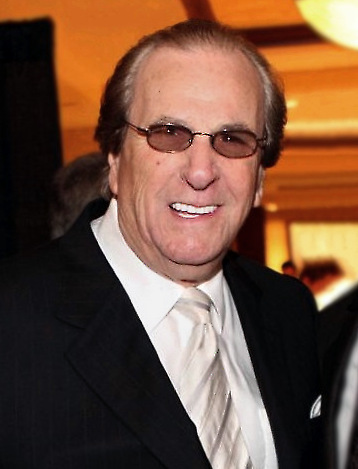
Danny Aiello († 12. prosince)

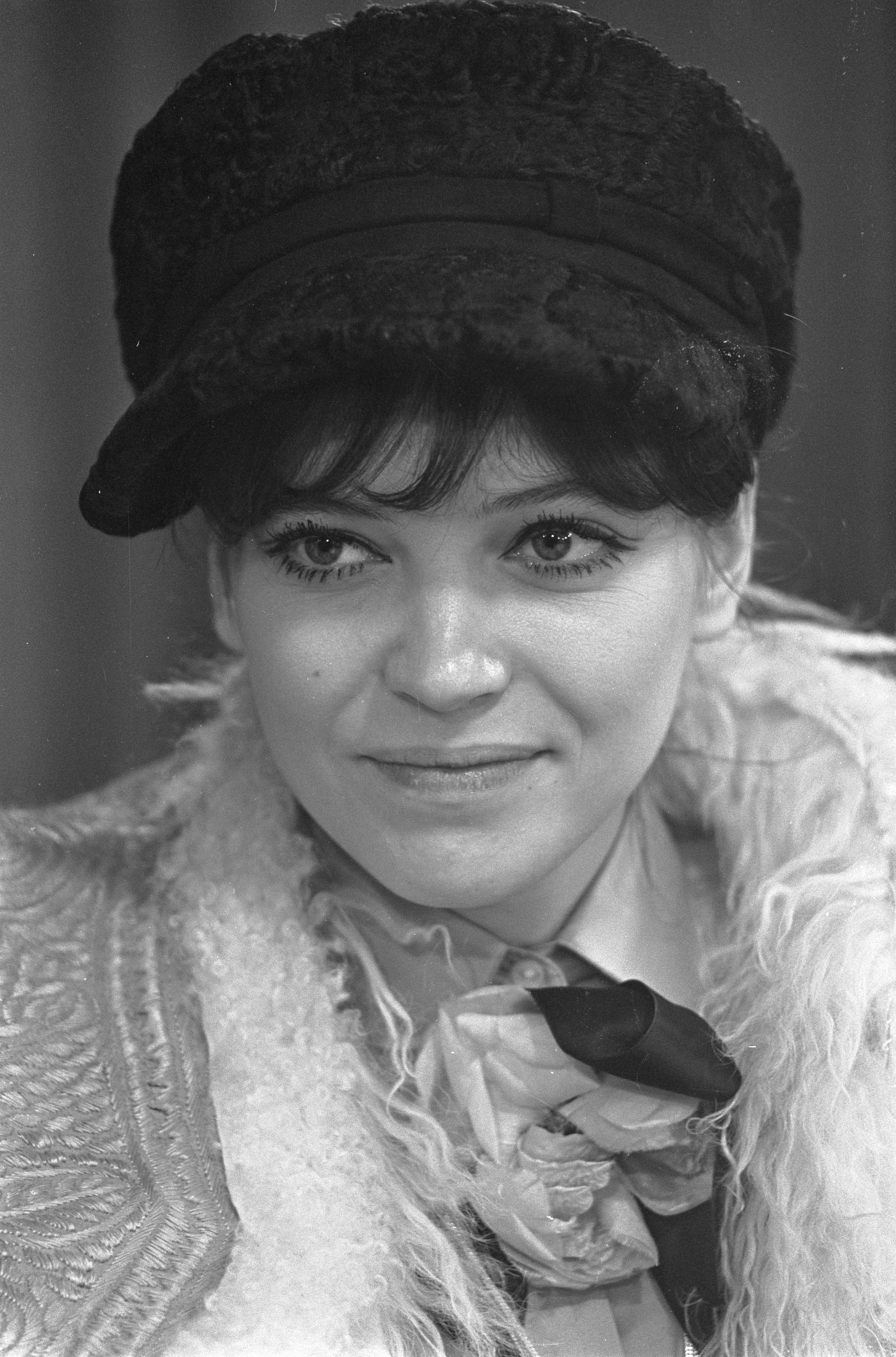
Anna Karina († 14. prosince)

- 01. ledna – Pegi Young, americká zpěvačka (* 1. prosince 1952)
- 02. ledna – Paulien van Deutekomová, nizozemská rychlobruslařka (* 4. února 1981)
- 04. ledna – Jean Revillard, švýcarský fotožurnalista
- 05. ledna – Dragoslav Šekularac, jugoslávský fotbalista a trenér srbské národnosti (* 30. listopadu 1937)
- 06. ledna – Jo Andres, americká choreografka a režisérka (* 21. května 1954)
- 07. ledna
  - Moše Arens, izraelský vědec, politik a velvyslanec (* 27. prosince 1925)
  - Andrés Sorel, španělský spisovatel (* 1937)
  - Bernard Tchoullouyan, francouzský zápasník (* 12. dubna 1953)
- 08. ledna – Giorgio Zur, německý katolický duchovní, arcibiskup a apoštolský nuncius (* 15. února 1930)
- 09. ledna
  - Kjell Bäckman, švédský rychlobruslař (* 21. února 1934)
  - Joseph Jarman, americký jazzový hudebník a kněz (* 14. září 1937)
  - Milan Pančevski, jugoslávský a makedonský politik (* 16. května 1935)
- 10. ledna – Ross Lowell, americký vynálezce, fotograf, kameraman, lighting designer, spisovatel a podnikatel (* 10. července 1926)
- 11. ledna
  - Michael Atiyah, britský matematik (* 22. dubna 1929)
  - Jiří Brady, kanadský podnikatel českého původu, pamětník holokaustu (* 9. února 1928)
  - Walter Chandoha, americký fotograf (* 30. listopadu 1920)
- 14. ledna
  - Paweł Adamowicz, polský politik a právník, starosta Gdaňsku (* 2. listopadu 1965)
  - Mieczyslaw Tomaszewski, polský muzikolog, hudební editor a teoretik, profesor a doktor (* 17. listopadu 1921)
- 16. ledna – Mirjam Presslerová, německá spisovatelka a překladatelka (* 18. června 1940)
- 19. ledna – Dušan Koník, slovenský fotbalový útočník (* 26. listopadu 1931)
- 21. ledna
  - Lothar Kobluhn, německý fotbalový záložník (* 12. dubna 1943)
  - Henri d'Orléans, pretendent francouzského trůnu (* 14. června 1933)
  - Emiliano Sala, argentinský fotbalový útočník (* 31. října 1990)
- 23. ledna – Jonas Mekas, litevsko-americký filmový režisér, básník a fotograf (* 24. prosince 1922)
- 24. ledna – Fernando Sebastián Aguilar, španělský římskokatolický kněz, emeritní arcibiskup pamplonsko-tudelský a kardinál (* 14. prosince 1929)
- 25. ledna – Dušan Makavejev, srbský filmový režisér (* 13. října 1932)
- 26. ledna – Michel Legrand, francouzský hudební skladatel, dirigent a klavírista (* 24. února 1932)
- 28. ledna – Paul Whaley, americký bubeník (* 14. února 1947)
- 29. ledna – Jane Aamund, dánská novinářka a spisovatelka (* 8. listopadu 1936)
- 30. ledna – Šigeiči Nagano, japonský fotograf
- 8. února – Georg Gerster, švýcarský novinář a průkopník letecké fotografie
- 31. ledna – Anton Pilka, slovenský fotbalista (* 2. října 1942)
- 01. února – Imrich Kružliak, představitel slovenského poválečného exilu, politik, redaktor, publicista, spisovatel, historik, překladatel (* 8. prosince 1914)
- 04. února
  - Isacio Calleja, španělský fotbalista (* 6. prosince 1936)
  - Bernard Lietaer, odborník na mezinárodní finance a peněžní systémy (* 7. února 1942)
  - Matti Nykänen, finský skokan na lyžích (* 17. července 1963)
  - Leonie Ossowski, německá spisovatelka (* 15. srpna 1925)
- 06. února
  - Manfred Eigen, německý fyzikální chemik, nositel Nobelovy ceny (* 9. května 1927)
  - Anton Kret, slovenský spisovatel, dramaturg (* 1. dubna 1930)
  - Rosamunde Pilcherová, britská spisovatelka (* 22. září 1924)
- 07. února
  - Albert Finney, britský herec (* 9. května 1936)
  - Per Olov Jansson, finský fotograf (* 22. dubna 1920)
  - Jan Olszewski, polský premiér (* 20. srpna 1930)
- 08. února – Georg Gerster, švýcarský novinář a průkopník letecké fotografie (* 30. dubna 1928)
- 09. února
  - Guy Webster, americký fotograf (* 1939)
  - Tomi Ungerer, francouzský karikaturista, ilustrátor a spisovatel (* 28. listopadu 1931)
- 10. února – Heinz Fütterer, německý atlet, sprinter a mistr Evropy (* 14. října 1931)
- 12. února – Gordon Banks, anglický fotbalový brankář (* 30. prosince 1937)
- 13. února
  - Miroslav Kusý, slovenský a československý politolog, filosof, publicista, pedagog, politik a signatář Charty 77 (* 1. prosince 1931)
  - Lee Radziwillová, americká módní ikona a mladší sestra první dámy USA Jacqueline Kennedyové (* 3. března 1933)
- 15. února – Don Bragg, americký atlet a olympionik (* 15. května 1935)
- 16. února
  - Don Bragg, americký atlet a olympionik (* 15. května 1935)
  - Bruno Ganz, švýcarský herec (* 22. března 1941)
- 17. února – George Mendosa, americký námořník líbající dívku z legendární fotografie Den vítězství na Times Square Alfreda Eisenstaedta (* 19. února 1923)
- 18. února – Alessandro Mendini, italský architekt a designér (* 16. srpna 1931)
- 19. února – Karl Lagerfeld, německý módní návrhář a fotograf (* 10. září 1933)
- 21. února – Peter Tork, americký herec a hudebník, klávesista a baskytarista (* 13. února 1942)
- 23. února
  - Ira Gitler, americký novinář a hudební kritik (* 18. prosince 1928)
  - Katherine Helmondová, americká herečka (* 5. července 1929)
  - Winfried Pilz, německý římskokatolický kněz a autor písní s náboženskou tematikou (* 4. července 1940)
- 24. února
  - Ernst-Wolfgang Böckenförde, německý právní filosof a soudce německého ústavního soudu (* 19. září 1930)
  - Antoine Gizenga, konžský politik, představitel Sjednocené lumumbovské strany a premiér Demokratické republiky Kongo (* 5. října 1925)
  - Donald Keene, americký vysokoškolský pedagog, překladatel a japanolog (* 18. června 1922)
- 25. února
  - Janet Asimovová, americká psychiatrička, psychoanalytička a spisovatelka science fiction (* 6. srpna 1926)
  - Mark Hollis, britský hudebník (* 4. ledna 1955)
- 26. února
  - Mariusz Makowski, polský historik, muzeolog a předseda Matice Těšínské (* 18. srpna 1958)
  - Anke Besser-Güth, německá sochařka, keramička a malířka (* 16. prosince 1940)
  - Ivar Nilsson, švédský rychlobruslař (* 22. června 1933)
- 27. února – Doug Sandom, britský bubeník a původní bubeník britské rockové kapely The Who (* 26. února 1930)
- 28. února
  - Ed Bickert, kanadský jazzový kytarista (* 29. listopadu 1932)
  - André Previn, americký klavírista a dirigent (* 6. dubna 1929)
- 01. března
  - Žores Ivanovič Alfjorov, ruský fyzik, nositel Nobelovy ceny (* 15. března 1930)
  - Kevin Roche, americko-irský architekt (* 14. června 1922)
- 02. března – Yannis Behrakis, řecký fotožurnalista a redaktor (* 1960)
- 03. března – Paulína Snopková, slovenská paleontoložka, odbornice na palynologii (* 22. června 1932)
- 04. března
  - Keith Flint, britský zpěvák a tanečník, vokalista skupiny The Prodigy (* 17. září 1969)
  - Klaus Kinkel, německý právník, diplomat a politik (* 17. prosince 1936)
  - Luke Perry, americký herec (* 11. října 1966)
  - Jean Starobinski, švýcarský literární teoretik (* 17. listopadu 1920)
- 05. března – Jacques Loussier, francouzský klavírista a hudební skladatel (* 26. října 1934)
- 06. března – Carolee Schneemann, americká umělkyně (* 12. října 1939)
- 07. března
  - Guillaume Faye, francouzský novinář a spisovatel (* 7. listopadu 1949)
  - Issei Suda, japonský fotograf (* 24. dubna 1940
- 09. března
  - Albert Marenčin, slovenský spisovatel, scenárista, dramaturg, výtvarník, překladatel a kritik (* 26. července 1922)
  - Naotoši Jamanda, japonský obchodník a sportovní fanoušek (* 16. dubna 1926)
- 11. března
  - Hal Blaine, americký bubeník (* 5. června 1929)
  - Coutinho, brazilský fotbalový útočník a trenér (* 11. června 1943)
- 14. března
  - Godfried Danneels, belgický římskokatolický kněz, primas Belgie a kardinál (* 4. června 1933)
  - Ralph Metzner, americký psycholog a spisovatel (* 18. května 1936)
  - Charlie Whiting, britský manažer a ředitel závodů Formule 1 (* 12. srpna 1952)
- 16. března – Dick Dale, americký surf rockový kytarista (* 4. května 1937)
- 17. března – John Carl Buechler, americký režisér, maskér, tvůrce speciálních a mechanických efektů (* 18. června 1952)
- 18. března – Tova Ilan, izraelská poslankyně Knesetu (* 1. června 1929)
- 20. března
  - Milan Píka, slovenský a český brigádní generál, příslušník RAF (* 28. července 1922)
  - Joseph Victor Adamec, americký římskokatolický kněz slovenského původu a emeritní biskup Altoona–Johnstown (* 13. srpna 1935)
- 22. března – Scott Walker, americký zpěvák, hudebník (multiinstrumentalista), hudební producent a skladatel (* 2. ledna 1943)
- 23. března
  - Rafi Ejtan, agent Šin bet, podílel se na únosu Adolfa Eichmanna, šéf tajné služby Lakam (* 23. listopadu 1926)
  - Lina Čerjazovová, uzbecká akrobatická lyžařka (* 1. listopadu 1968)
- 27. března – Valerij Bykovskij, sovětský kosmonaut (* 2. srpna 1934)
- 28. března – Peter Gecko, slovenský a československý politik (* 4. července 1943)
- 29. března
  - Agnès Varda, francouzská fotografka, filmová režisérka a scenáristka (* 30. května 1928)
  - Ed Westcott, americký fotograf, Projekt Manhattan (* 20. ledna 1922)
  - Renzo Tortelli, italský fotograf (* 5. prosince 1926)
  - Jon Østeng Hov, norský fotograf a spisovatel
- 01. dubna – Vonda N. McIntyre, americká spisovatelka, autorka mnoha sci-fi knih (* 28. srpna 1948)
- 03. dubna
  - Gabriel Jules Joseph Piroird, francouzský kněz, emeritní biskup Constantine a člen sekulárního institutu Istituto del Prado (* 5. října 1932)
  - Josip Zovko, chorvatský herec a režisér (* 7. června 1970)
- 04. dubna – Georgij Danělija, gruzínský filmový režisér (* 25. srpna 1930)
- 05. dubna – Sydney Brenner, jihoafrický biolog, nositel Nobelovy ceny (* 13. ledna 1927)
- 06. dubna – David J. Thouless, americko-britský fyzik, nositel Nobelovy ceny (* 21. září 1934)
- 07. dubna – Seymour Cassel, americký herec (* 22. ledna 1935)
- 13. dubna
  - Ján Starší, slovenský hokejista a trenér (* 17. října 1933)
  - Tony Buzan, anglický autor a výchovný poradce (* 2. června 1942)
  - Paul Greengard, americký neurobiolog, nositel Nobelovy ceny (* 11. prosince 1925)
  - Yvette Williamsová, novozélandská atletka a olympionička (* 25. dubna 1929)
  - Paul Raymond, anglický klávesista a kytarista (* 16. listopadu 1945)
- 14. dubna
  - Bibi Anderssonová, švédská herečka (* 11. listopadu 1935)
  - Gene Wolfe, americký autor science fiction (* 7. května 1931)
- 15. dubna – Owen Garriott, americký vědec a kosmonaut (* 22. listopadu 1930)
- 16. dubna – David Lama, rakouský horolezec a sportovní lezec (* 4. srpna 1990)
- 17. dubna
  - Alan García, peruánský prezident (* 23. května 1949)
  - Thamara Kinská, francouzsko-gruzínská vědkyně, původem gruzínská princezna a manželka hraběte Radslava Kinského (* 29. července 1935)
  - Ja'akov Nechoštan, izraelský politik a poslanec Knesetu (* 22. dubna 1925)
- 18. dubna
  - Lyra McKeeová, severoirská investigativní novinářka, která byla zastřelena při nepokojích v Londonderry (* 31. března 1990)
  - Siegmar Wätzlich, východoněmecký fotbalista (* 16. listopadu 1947)
- 20. dubna
  - Peter Colotka, slovenský a československý komunistický politik a dlouholetý předseda vlády Slovenské socialistické republiky (* 10. ledna 1925)
  - Galina Kmit, sovětská a ruská fotografka a fotožurnalistka (* 16. prosince 1931)
- 21. dubna – Doreen Spooner, britská fotografka (* 30. ledna 1928)
- 22. dubna – Billy McNeill, skotský fotbalista (* 2. března 1925)
- 23. dubna
  - Jan Lucemburský, lucemburský velkovévoda (* 5. ledna 1921)
  - Juan Muñante, peruánský fotbalista (* 12. června 1948)
  - David Winters, americký tanečník, choreograf, producent, režisér, scenárista a herec (* 5. dubna 1939)
- 24. dubna – Jean-Pierre Marielle, francouzský herec (* 12. dubna 1932)
  - Michael Wolf, německý fotograf (* 30. července 1954)
- 25. dubna
  - John Havlicek, americký basketbalista českého původu (* 8. dubna 1940)
  - Faty Papy, burundský fotbalista (* 18. září 1990)
- 28. dubna – Karol Modzelewski, anglický klávesista a kytarista (* 23. listopadu 1937)
- 29. dubna
  - Stevie Chalmers, skotský fotbalista (* 26. prosince 1936)
  - Grigorij Fedotovič Krivošejev, ruský generálplukovník a historik (* 15. září 1929)
- 30. dubna
  - Anémone, francouzská herečka (* 9. srpna 1950)
  - Beth Carvalho, brazilská zpěvačka, skladatelka a instrumentalistka (* 5. května 1946)
  - Peter Mayhew, britsko-americký herec (* 15. května 1944)
- 02. května – Roland Aboujaoudé, libanonský katolický maronitský kněz a biskup (* 7. září 1930)
- 03. května – Goró Šimura, japonský matematik a profesor (* 23. února 1930)
- 06. května – Jack Cohen, anglický biolog (* 19. září 1933)
- 07. května
  - Jean Vanier, kanadský katolický teolog, humanitář a zakladatel komunit L'Arche (* 10. října 1928)
  - Michael Wessing, západoněmecký oštěpař (* 29. srpna 1952)
- 11. května – Gianni De Michelis, italský politik (* 26. listopadu 1940)
- 12. května
  - Klara Gusevová, sovětská rychlobruslařka (* 8. března 1937)
  - Nasrallah Butrus Sfeir, libanonský katolický kněz, 76. maronitský patriarcha Antiochie a kardinál (* 15. května 1920)
- 13. května – Doris Dayová, americká zpěvačka, herečka a bojovnice za práva zvířat (* 3. dubna 1922)
- 14. května – Tim Conway, americký komik, herec a zpěvák (* 15. prosince 1933)
- 16. května
  - I. M. Pei, americký architekt (26. dubna 1917)
  - Bob Hawke, australský premiér (* 9. prosince 1929)
  - Ashley Massaro, americká profesionální wrestlerka, modelka a generální manažerka (* 26. května 1979)
- 17. května – Nikolai Baturin, estonský dramatik, básník a romanopisec (* 5. srpna 1936)
- 18. května – Manfred Burgsmüller, německý fotbalový útočník (* 22. prosince 1949)
- 19. května – Bogdan Konopka, polský fotograf (* 23. července 1953)
- 20. května – Niki Lauda, rakouský pilot Formule 1 (* 22. února 1949)
- 21. května – Rosław Szaybo, polský malíř, fotograf a designér obalů alb (* 13. srpna 1933)
- 24. května – Murray Gell-Mann, americký fyzik a nositel Nobelovy ceny (* 15. září 1929)
- 26. května – Aharon Razin, izraelský biochemik (* 6. dubna 1935)
- 31. května – Roky Erickson, americký zpěvák, skladatel, hráč na harmoniku a kytarista (* 15. července 1947)
- 01. června
  - Nikola Dinev, bulharský zápasník (* 18. října 1953)
  - José Antonio Reyes, španělský fotbalista (* 1. srpna 1983)
  - Michel Serres, francouzský filozof, historik vědy a esejista (* 1. září 1930)
- 03. června
  - Guy François, haitský fotbalový záložník (* 18. září 1947)
  - Ken Matthews, britský atlet, chodec a olympionik (* 21. června 1934)
  - Stanisław Wróblewski, polský zápasník (* 13. září 1959)
- 04. června – Lennart Johansson, švédský fotbalový funkcionář (* 5. listopadu 1929)
- 05. června – Elio Sgreccia, italský římskokatolický kněz, specialista v oblasti bioetiky a kardinál (* 6. června 1928)
- 06. června – Dr. John, americký zpěvák, skladatel, pianista a kytarista (* 21. listopadu 1940)
- 08. června – Andre Matos, brazilský hudebník (* 14. září 1971)
- 10. června – Peter Whitehead, britský filmový režisér (* 8. ledna 1937)
- 11. června – Martin Feldstein, americký konzervativní ekonom a poradce prezidentů USA (* 25. listopadu 1939)
- 15. června – Franco Zeffirelli, italský režisér (* 12. února 1923)
- 17. června – Muhammad Mursí, egyptský prezident (* 20. srpna 1951)
- 18. června – Anton Hrušecký, slovenský fotbalista (* 2. ledna 1942)
- 19. června – Dmytro Tymčuk, ukrajinský poslanec a vojenský analytik (* 27. června 1972)
- 20. června – Gerald Messlender, rakouský fotbalista (* 1. října 1961)
- 21. června – Dimitris Christofias, kyperský prezident (* 29. srpna 1946)
- 23. června – Babis Cholidis, řecký zápasník (* 13. dubna 1956)
- 24. června – Juraj Bindzár, slovenský divadelní, televizní a filmový režisér a scenárista (* 24. února 1943)
- 26. června – Igor Gallo, slovenský spisovatel, básník, publicista a prozaik (* 1. října 1936)
- 27. června – David Golomb, izraelský ekonom a poslanec Knesetu (* 4. února 1933)
- 29. června
  - Gary Duncan, americký hudebník a kytarista (* 4. září 1946)
  - Guillermo Mordillo, argentinský malíř a ilustrátor (* 4. srpna 1932)
- 30. června
  - Momir Bulatović, černohorský politik (* 21. září 1956)
  - Mitchell Feigenbaum, americký matematický fyzik (* 19. prosince 1944)
- 02. července
  - Costa Cordalis, řecko–německý zpěvák pop music a kytarista (* 1. května 1944)
  - Lee Iacocca, americký manažer automobilového průmyslu (* 15. října 1924)
- 03. července – Jacek Baluch, polský literární historik, překladatel z češtiny do polštiny a profesor (* 17. března 1940)
- 06. července
  - João Gilberto, brazilský zpěvák, skladatel a kytarista (* 10. června 1931)
  - Cameron Boyce, americký herec, zpěvák a tanečník (* 28. května 1999)
- 07. července – Ora Namir, izraelská politička a poslankyně Knesetu (* 1. září 1930)
- 08. července – Greg Johnson, kanadský hokejový útočník (* 6. března 1971)
- 09. července – Fernando de la Rúa, argentinský prezident (* 15. září 1937)
- 12. července
  - Fernando Corbató, americký informatik (* 1. července 1926)
  - Abdul Hamid, pákistánský pozemní hokejista (* 7. ledna 1927)
  - Emily Hartridgeová, britská televizní moderátorka a youtuberka (* 25. května 1984)
  - Stéphanie Windischgrätzová, malířka, fotografka a šlechtična (* 1. července 1926)
- 13. července – Paolo Sardi, italský kněz, vícekomoří Apoštolské Komory a kardinál (* 1. září 1934)
- 15. července
  - Craig Fallon, anglický judista (* 18. prosince 1982)
  - Janez Svoljšak, slovinský horolezec a reprezentant (* 28. října 1993)
- 17. července
  - Nikola Hajdin, srbský stavební inženýr a profesor (* 4. dubna 1923)
  - Detlef Thorith, východoněmecký atlet, mistr Evropy v hodu diskem (* 27. září 1942)
- 18. července – Naomi Išida, japonská designérka (* 6. srpna 1969)
- 19. července
  - Rutger Hauer, nizozemský divadelní, televizní a filmový herec (* 23. ledna 1944)
  - Ágnes Hellerová, maďarská filosofka a disidentka (* 12. května 1929)
  - César Pelli, argentinský architekt (* 12. října 1926)
- 21. července – José Manuel Estepa Llaurens, španělský kardinál (* 1. ledna 1926)
- 22. července
  - Christopher C. Kraft Jr., americký letecký inženýr a manažer NASA (* 28. února 1924)
  - Brigitte Kronauerová, německá spisovatelka (* 29. prosince 1940)
  - Li Pcheng, premiér Čínské lidové republiky (* 20. října 1928)
- 25. července
  - Georg Hohenberg, rakouský diplomat a vnuk arcivévody Františka Ferdinanda d'Este (* 25. dubna 1929)
  - Kaíd Sibsí, tuniský prezident (* 29. listopadu 1926)
  - Jorma Kinnunen, finský atlet a olympionik (* 15. prosince 1941)
- 26. července
  - Ferdinand Milučký, slovenský architekt a projektant (* 26. září 1929)
  - Jaime Lucas Ortega y Alamino, kubánský římskokatolický kněz, arcibiskup Havany a kardinál (* 18. října 1936)
- 27. července – John Robert Schrieffer, americký fyzik, nositel Nobelovy ceny (* 31. května 1931)
- 29. července
  - Egil Danielsen, norský olympijský vítěz v hodu oštěpem (* 9. listopadu 1933)
  - Werner von Moltke, západoněmecký atlet a mistr Evropy (* 24. května 1936)
- 30. července – Oto Fusán, slovenský geolog a geofyzik (* 30. března 1922)
- 03. srpna – Nikolaj Semjonovič Kardašov, sovětský astrofyzik, doktor fyzikálních a matematických věd (* 25. června 1932)
- 05. srpna
  - Maciej Kuczyński, polský spisovatel, reportér, inženýr, architekt, speleolog, polárník, horolezec a cestovatel (* 15. dubna 1929)
  - Toni Morrisonová, americká spisovatelka, nositelka Nobelovy ceny (* 18. února 1931)
- 06. srpna – Sušma Svarádžová, indická politička a ministyně (* 14. února 1952)
- 07. srpna – Kary Mullis, americký chemik, nositel Nobelovy ceny (* 28. prosince 1944)
- 08. srpna – Jean-Pierre Mocky, francouzský filmový režisér a herec (* 6. června 1933)
- 09. srpna
  - Altair Gomes de Figueiredo, brazilský fotbalista (* 22. ledna 1938)
  - Fahrudin Jusufi, jugoslávský fotbalista (* 8. prosince 1939)
- 10. srpna – Jeffrey Epstein, americký finanční poradce, filantrop do vědy a registrovaný sexuální delikvent (* 20. ledna 1953)
- 11. srpna – Sergio Obeso Rivera, mexický římskokatolický kněz a arcibiskup (* 31. října 1931)
- 12. srpna – José Luis Brown, argentinský fotbalista a trenér (* 10. listopadu 1956)
- 15. srpna – Ignác Bizmayer, slovenský keramik (* 20. dubna 1922)
- 16. srpna
  - Peter Fonda, americký herec (* 23. února 1940)
  - Felice Gimondi, italský cyklista (* 29. září 1942)
- 19. srpna – Larry Taylor, americký baskytarista, člen skupiny Canned Heat (* 26. června 1942)
- 21. srpna – Dina Jordánská, jordánská královna (* 15. prosince 1929)
- 23. srpna – David Koch, americký podnikatel, filantrop a politický aktivista (* 3. května 1940)
- 25. srpna – Ferdinand Piëch, rakouský průmyslník, inženýr a manažer (* 17. dubna 1937)
- 26. srpna – Pal Benko, maďarský šachový velmistr (* 15. července 1928)
- 27. srpna
  - Dawda Jawara, prezident Gambie (* 16. května 1924)
  - Jig'al Kohen-Orgad, izraelský ministr financí (* 30. srpna 1937)
- 28. srpna – Michel Aumont, francouzský divadelní a filmový herec (* 15. října 1936)
- 29. srpna – Achille Silvestrini, italský římskokatolický kněz, vatikánský diplomat, kardinál (* 23. října 1923)
- 30. srpna
  - Franco Columbu, americký profesionální kulturista italského původu a herec (* 8. srpna 1941)
  - Valerie Harper, americká filmová a divadelní herečka (* 22. srpna 1939)
- 31. srpna
  - Immanuel Wallerstein, americký sociolog, historik a ekonom (* 28. září 1930)
  - Anthoine Hubert, francouzský jezdec F2, šampión GP3 (* 22. září 1996)
- 02. září – Gjódži Macumoto, japonský fotbalista (* 13. srpna 1934)
- 03. září
  - Halvard Hanevold, norský biatlonista (* 3. prosince 1969)
  - José de Jesús Pimiento Rodríguez, kolumbijský římskokatolický kněz a emeritní arcibiskup (* 18. února 1919)
- 04. září – Roger Etchegaray, francouzský římskokatolický kněz, vysoký úředník římské kurie a kardinál (* 25. září 1922)
- 05. září – Charlie Cole, americký fotograf (* 28. února 1955)
- 06. září – Robert Mugabe, zimbabwský prezident (* 21. února 1924)
- 08. září
  - Jisra'el Kesar, izraelský politik, poslanec a ministr dopravy (* 20. května 1931)
  - Carlos Squeo, argentinský fotbalista (* 4. dubna 1948)
- 09. září – Robert Frank, švýcarsko–americký fotograf, režisér a kameraman (* 9. listopadu 1924)
- 10. září – Jan Herma, polský sochař a vysokoškolský pedagog (* 1935)
- 11. září
  - Bacharuddin Jusuf Habibie, prezident Indonésie (* 25. června 1936)
  - Daniel Johnston, americký zpěvák (* 22. ledna 1961)
- 13. září
  - Bruno Grandi, italský gymnastický funkcionář a dlouholetý předseda Mezinárodní gymnastická federace (* 9. května 1934)
  - György Konrád, maďarský spisovatel (* 2. dubna 1933)
  - Eddie Money, americký zpěvák (* 21. března 1949)
- 15. září – Ric Ocasek, americký zpěvák, skladatel a hudební producent (* 23. března 1944)
- 16. září – Luigi Colani, německý průmyslový designér (* 3. srpna 1928)
- 18. září – Fernando Ricksen, nizozemský fotbalista (* 27. července 1976)
- 19. září
  - Zín Abidín bin Alí, tuniský prezident (* 3. září 1936)
  - Wim Crouwel, nizozemský grafický designér a typograf (* 21. listopadu 1928)
  - Bert Hellinger, německý psychoterapeut a autor knih (* 16. prosince 1925)
  - Mikuláš Lobkowicz, český filosof a politolog, rektor univerzit v Mnichově a v Eichstättu (* 9. července 1931)
  - Harold Mabern, americký klavírista (* 20. března 1936)
  - Kurt Taussig, československý stíhací pilot v RAF (* 28. srpna 1923)
  - Larry Wallis, britský kytarista, skladatel a hudební producent (* 19. května 1949)
- 21. září
  - Gerhard Auer, německý veslař (* 29. června 1943)
  - Sigmund Jähn, vojenský letec a kosmonaut Německé demokratické republiky (* 13. února 1937)
  - Günter Kunert, německý spisovatel (* 6. března 1929)
- 23. září – Robert Hunter, americký básník, zpěvák, skladatel, překladatel a kytarista (* 23. června 1941)
- 24. září – Richard Wilde, britský atlet (* 13. října 1945)
- 25. září – Štefan Pipa, slovenský volejbalista (* 10. ledna 1950)
- 26. září
  - Jacques Chirac, francouzský prezident (* 29. listopadu 1932)
  - William Joseph Levada, americký kardinál, prefekt Kongregace pro nauku víry (* 15. června 1936)
  - Gennadij Manakov, sovětský vojenský letec a kosmonaut (* 1. června 1950)
- 30. září – Kornel Morawiecki, polský fyzik, vysokoškolský učitel, disident a politik (* 3. května 1941)
- 02. října
  - Gija Kančeli, gruzínský hudební skladatel žijící v Belgii (* 10. srpna 1935)
  - Isaac Promise, nigerijský fotbalový útočník (* 2. prosince 1987)
- 03. října – Diogo Freitas do Amaral, portugalský politik (* 21. července 1941)
- 06. října
  - Ginger Baker, anglický bubeník (* 19. srpna 1939)
  - Larry Junstrom, americký baskytarista (* 22. června 1949)
  - Martin Lauer, německý atlet (* 2. ledna 1937)
  - David Petel, izraelský politik a poslanec Knesetu (* 6. září 1921)
- 08. října
  - Eduard Admetlla i Lázaro, španělský potápěč, fotograf, vynálezce, kameraman a designér (* 10. ledna 1924)
  - Serafim Fernandes de Araújo, brazilský římskokatolický kněz, arcibiskup Belo Horizonte a kardinál (* 13. srpna 1924)
- 09. října – Andrés Gimeno, španělský tenista (* 3. srpen, 1937)
- 10. října – Marie-José Natová, francouzská filmová, televizní a divadelní herečka (* 22. dubna 1940)
- 11. října
  - John Giorno, americký básník a hudebník (* 4. prosince 1936)
  - Alexej Leonov, vojenský letec a sovětský kosmonaut (* 30. května 1934)
- 12. října – Hevrin Chalafová, kurdsko-syrskou politička a generální tajemnice strany Budoucí Sýrie (* 15. listopadu 1984)
- 13. října – Charles Jencks, americký krajinný architekt, sochař, designér, teoretik. kritik architektury a představitel architektonické postmoderny (* 21. června 1939)
- 14. října – Harold Bloom, americký literární teoretik a profesor (* 11. července 1930)
- 16. října
  - Jechezkel Flomin, izraelský politik a poslanec Knesetu (* 2. srpna 1935)
  - John Tate, americký matematik (* 13. března 1925)
- 17. října – Alicia Alonsová, kubánská primabalerína (* 21. prosince 1920)
- 18. října – Me'ir Šamgar, izraelský právník a generál (* 13. srpna 1925)
- 22. října
  - Sadako Ogataová, japonská diplomatka, vysokoškolská učitelka a vysoká komisařka OSN pro uprchlíky (* 16. září 1927)
  - Therese Zenzová, německá kanoistka a olympionička (* 15. října 1932)
- 23. října – Alfred Znamierowski, polský vexilolog, heraldik a novinář (* 21. června 1940)
- 25. října – Mário Sabino, brazilský zápasník–judista (* 23. září 1972)
- 26. října – Abú Bakr al-Bagdádí, vůdce irácké odnože al-Káidy (* 1971)
- 27. října – Vladimir Bukovskij, ruský politický aktivista, neurofyziolog a spisovatel (* 30. prosince 1942)
- 28. října – Toivo Salonen, finský rychlobruslař (* 21. května 1933)
- 01. listopadu – Roger Cardinal, anglický historik umění a profesor literatury a vizuálních umění (* 27. února 1940)
- 02. listopadu
  - Sigvard Ericsson, švédský rychlobruslař (* 17. července 1930)
  - Marie Laforêtová, francouzská zpěvačka a herečka (* 5. října 1939)
- 07. listopadu
  - Robert Freeman, britský fotograf a grafický designér (* 5. prosince 1936)
  - Leo Klejn, ruský archeolog, antropolog a filolog (* 1. července 1927)
- 08. listopadu – Anatolij Krutikov, sovětský fotbalista (* 21. září 1933)
- 09. listopadu – Jozef Tuchyňa, slovenský ministr vnitra a náčelník generálního štábu (* 11. listopadu 1941)
- 12. listopadu – Micuhisa Taguči, japonský fotbalista (* 14. února 1955)
- 13. listopadu
  - Raymond Poulidor, francouzský cyklista (* 15. dubna 1936)
  - Josephus Thimister, nizozemský módní návrhář a interiérový designér (* 16. září 1962)
- 14. listopadu – Branko Lustig, chorvatský producent a herec (* 10. června 1932)
- 15. listopadu – Harrison Dillard, americký atlet a olympionik (* 8. července 1923)
- 17. listopadu – Gustav Peichl, rakouský architekt a karikaturista (* 18. března 1928)
- 19. listopadu – José Mário Branco, portugalský zpěvák a kytarista (* 25. května 1942)
- 20. listopadu – Jake Burton Carpenter, americký snowboardista, spoluvynálezce snowboardu (* 29. dubna 1954)
- 22. listopadu – Cecilia Seghizzi, italská hudební skladatelka (* 5. září 1908)
- 26. listopadu
  - James L. Holloway III., admirál a pilot námořnictva Spojených států amerických ve výslužbě (* 23. února 1922)
  - Jakob Kuhn, švýcarský fotbalový trenér a profesionální hráč (* 12. října 1943)
- 27. listopadu
  - Jaegwon Kim, americký filosof korejského původu a profesor (* 12. září 1934)
  - William Ruckelshaus, americký politik (* 24. července 1932)
- 29. listopadu – Jasuhiro Nakasone, japonský premiér (* 27. května 1918)
- 30. listopadu – Mariss Jansons, lotyšský dirigent (* 14. ledna 1943)
- 02. prosince – D. C. Fontana, americká televizní scenáristka (Star Trek) (* 25. března 1939)
- 04. prosince – Ján Eugen Kočiš, slovenský řeckokatolický biskup, který působil v České republice (* 25. června 1926)
- 06. prosince – Július Krempaský, slovenský matematik (* 31. března 1931)
- 07. prosince – Zaza Urušadze, slovenský matematik (* 30. října 1985)
- 08. prosince
  - René Auberjonois, americký herec (* 1. června 1940)
  - Juice WRLD, americký rapper a zpěvák (* 2. prosince 1998)
  - Hirokazu Kanazawa, japonský instruktor Šótókan karate (* 3. května 1931)
- 09. prosince – Marie Fredrikssonová, švédská zpěvačka, skladatelka a pianistka (* 30. května 1958)
- 10. prosince
  - Gershon Kingsley, americký hudební skladatel (* 28. října 1922)
  - Jurij Lužkov, 2. starosta Moskvy (* 21. září 1936)
- 12. prosince
  - Danny Aiello, americký herec (* 20. června 1933)
  - Gunnar Smoliansky, švédský fotograf (* 11. července 1933)
  - Peter Snell, novozélandský atlet (* 17. prosince 1938)
- 13. prosince – Benur Pašajan, sovětský a arménský zápasník – klasik (* 13. února 1959)
- 14. prosince
  - Vladimir Cyplakov, běloruský hokejista a trenér (* 18. dubna 1969)
  - Anna Karina, dánsko-francouzská herečka (* 22. září 1940)
  - Emil Richards, americký jazzový perkusionista (* 2. září 1932)
- 17. prosince – Karin Balzerová, německá sprinterka, olympijská vítězka (* 5. června 1938)
- 18. prosince
  - Claudine Auger, francouzská herečka a modelka (* 26. dubna 1941)
  - Richard Jurečka, slovenský freestylový lyžař (* 17. července 1992)
  - Ge'ula Kohenová, izraelská politička a novinářka (* 25. prosince 1925)
- 20. prosince
  - Roland Matthes, východoněmecký plavec (* 17. listopadu 1950)
  - Woody Vasulka, americko-český umělec patřící mezi průkopníky a experimentátory s audio-video technikou (* 20. ledna 1937)
- 21. prosince
  - Stefan Angelov, bulharský zápasník (* 7. ledna 1947)
  - William Higgins, americký režisér, producent, scenárista gay pornech a podnikatel (* 19. prosince 1945)
  - Martin Peters, anglický fotbalista (* 31. března 1923)
  - Dale Russell, americko-kanadský paleontolog a geolog (* 27. prosince 1937)
  - Emanuel Ungaro, francouzský módní návrhář (* 13. února 1933)
- 24. prosince – Sergej Karimov, německo-kazašský fotbalový obránce (* 21. prosince 1986)
- 25. prosince – Peter Schreier, německý operní pěvec (tenorista) a dirigent (* 29. července 1935)
- 26. prosince
  - Sue Lyonová, americká herečka (* 10. července 1946)
  - Miķelis Gruzītis, lotyšský hudebník (* 29. září 1940)
- 27. prosince – Jack Sheldon, americký jazzový trumpetista, zpěvák a herec (* 31. března 1923)
- 28. prosince
  - Jean Blot, francouzský spisovatel a překladatel (* 31. března 1923)
  - Vilhjálmur Einarsson, islandský atlet a olympionik (* 5. června 1934)
- 29. prosince
  - Neil Innes, britský zpěvák a spisovatel (* 9. prosince 1944)
  - Gennadij Valjukevič, sovětský a běloruský atlet (* 1. června 1958)
- 31. prosince – Ratko Janev, makedonský jaderný fyzik (* 30. března 1939)

## Výročí

### Výročí událostí
- 16. ledna – na Václavském náměstí se v Praze na protest proti potlačování svobod po okupaci Československa vojsky Varšavské smlouvy upálil student Jan Palach (50 let)
- 21. ledna – Irsko vyhlásilo nezávislost (100 let)
- 28. ledna – Byla založena brněnská Masarykova univerzita (100 let)
- 6. února – Založen Československý červený kříž (100 let)
- 25. února
  - Na tajné schůzi Národního shromáždění byla uzákoněna koruna československá jako měna Československé republiky (100 let)
  - Na Václavském náměstí se upálil student SPŠ železniční v Šumperku Jan Zajíc (50 let)
- 6. března – Ruský chemik Dmitrij Ivanovič Mendělejev publikoval Periodický zákon, známý dnes ve formě Periodické tabulky (150 let)
- 4. dubna – V Jihlavě se upálil delegát vysočanského sjezdu strany a reformní komunista Evžen Plocek (50 let)
- 16. dubna – Další rozšíření Brna o 23 okolních obcí, čímž vzniklo tzv. Velké Brno (100 let)
- 25. dubna – Založen Bauhaus, škola pro výtvarné umění, architekturu a umělecké řemeslo (100 let)
- 15. května – Vyšlo první číslo komiksového časopisu Čtyřlístek (50 let)
- 19. června – Hrubý Jeseník byl vyhlášen chráněnou krajinnou oblastí Jeseníky (50 let)
- 28. června – Podepsána Versailleská mírová smlouva (100 let)
- 21. července – astronaut Neil Armstrong vstoupil jako první člověk na povrch Měsíce (50 let)
- 28. července – Mezinárodní unie pro čistou a užitou chemii (100 let)[2]
- 30. července – První pražská defenestrace: Pražský lid vedený knězem Janem Želivským podnikl útok na Novoměstskou radnici, přítomné konšely sházel z oken a ubil (600 let)
- 17. srpna – v Brně zahájen provoz první koňské tramvajové linky v českých zemích (150 let)
- 6. září – zahájena stavba zámku Chambord (500 let)
- Podzim – Založena Zoologická zahrada Liberec – nejstarší ZOO v Česku (100 let)
- 10. listopadu – Americká televizní síť NET odvysílala první díl dětského pásma Sesame Street (50 let)
- 17. listopadu – Suezský průplav otevřen pro dopravu (150 let)
- 21. prosince – Založen Svaz dobrovolného hasičstva, zastřešující organizace dobrovolných hasičských spolků (100 let)
- Založen smíchovský pivovar Staropramen (150 let)
- Založení fotbalových klubů SK Sigma Olomouc, SK Zlín a SK Slavoj Vítkovice (100 let)

### Výročí narození
- 1. ledna – J. D. Salinger, americký spisovatel (100 let)
- 6. ledna – Miroslav Moravec, dabér a herec (80 let)
- 8. února – John Ruskin, anglický spisovatel, básník, vědec a umělecký kritik (200 let)
- 14. února – Miroslav Zikmund, cestovatel a spisovatel (100 let)
- 3. března – Eva Jiřičná, architektka a designerka (80 let)
- 6. března – Cyrano z Bergeracu, francouzský spisovatel, autor satirických utopických cestopisů, proslulý díky dramatu Edmonda Rostanda (400 let)
- 16. března – Petr Weigl, filmový, televizní a divadelní režisér a dramaturg (80 let)
- 17. března – Nat King Cole, americký jazzový pianista, hudební skladatel a zpěvák (100 let)
- 30. března – Jiří Hrzán, herec, zpěvák a bavič (80 let)
- 13. dubna – Kateřina Medicejská, francouzská královna, manželka krále Jindřicha II. (500 let)
- 1. května – Judy Collins, americká hudebnice (80 let)
- 24. května – královna Viktorie, britská královna a indická císařovna (200 let)
- 25. května – Ian McKellen, britský herec (80 let)
- 30. května – Gelasius Dobner, český katolický kněz-piarista německého původu, osvícenský historik, zakladatel moderního kritického českého dějepisectví (300 let)
- 10. června – Gustave Courbet, francouzský malíř (200 let)
- 12. června – Cosimo I. Medicejský, vévoda a od roku 1569 první velkovévoda toskánský, podporovatel věd a umění (500 let)
- 21. června – Dušan Klein, režisér (80 let)
- 30. června – Naďa Urbánková, zpěvačka (80 let)
- 14. července
  - Lino Ventura, francouzsko-italský filmový herec a sportovec (100 let)
  - Karel Gott, zpěvák (80 let)
- 26. července – Luboš Perek, astronom (100 let)
- 27. července – Gabriela Vránová, herečka a divadelní pedagožka (80 let)
- 30. července – Alois Švehlík, herec a divadelní pedagog (80 let)
- 7. srpna – Bronislav Poloczek, herec polské národnosti (80 let)
- 9. srpna – Eva Pilarová, zpěvačka a herečka (80 let)
- 11. srpna – Josef Laufer, zpěvák, herec, scenárista, režisér (80 let)
- 13. srpna – Jiří Orten, český básník (100 let)
- 15. srpna – Napoleon Bonaparte, francouzský vojevůdce a císař (250 let)
- 29. srpna – Jiří Šust, český hudební skladatel, autor filmové hudby, dvorní skladatel Jiřího Menzela (100 let)
- 8. září – Meda Mládková, sběratelka umění, zakladatelka Nadace Jana a Medy Mládkových a Musea Kampa (100 let)
- 11. září – Ota Šik, český ekonom a politik Pražského jara, tvůrce hospodářských reforem, později často označovaných jako třetí cesta (100 let)
- 18. září – Léon Foucault, francouzský fyzik (200 let)
- 29. září – Vladimír Vašíček, český malíř, jeden z průkopníků i klasiků českého moderního malířství po druhé světové válce (100 let)
- 2. října – Mahátma Gándhí, indický politik a filozof (150 let)
- 27. října – John Cleese, britský herec, komik, spisovatel a filmový producent (80 let)
- 28. října – Evžen Hadamczik, fotbalový trenér (80 let)
- 1. listopadu – Radovan Lukavský, český herec, divadelní pedagog a recitátor (100 let)
- 3. listopadu – Květa Legátová, česká spisovatelka novel, pohádek i rozhlasových her, autorka cyklu povídek Želary (100 let)
- 14. listopadu – Leopold Mozart, rakouský hudební skladatel, houslista a hudební pedagog, otec Wolfganga Amadea Mozarta (300 let)
- 26. listopadu – Tina Turner, americká rocková zpěvačka a herečka (80 let)
- 14. prosince – Josef Abrhám, herec (80 let)
- 16. prosince – Jaroslav Vozáb, český herec a překladatel, člen Divadla Járy Cimrmana (100 let)
- 17. prosince – Tomáš Špidlík, český katolický teolog, kněz, jezuita, kardinál, autor duchovní literatury (100 let)
- 31. prosince – Henri Matisse, francouzský malíř (150 let)

### Výročí úmrtí
- 6. ledna – Theodore Roosevelt, 26. prezident Spojených států amerických (100 let)
- 19. ledna – Jan Palach, student, který se upálil na protest proti okupaci Československa (50 let)
- 16. února – Miloslav Šimek, humorista, komik (15 let)
- 25. února – Jan Zajíc, student, který se veřejně upálil v den 21. výročí komunistického puče (50 let)
- 26. února – Karl Jaspers, německý filosof a lékař, specializující se na psychiatrii, jeden z nejdůležitějších představitelů existencialismu (50 let)
- 9. dubna – Evžen Plocek, dělník, který se upálil na protest proti okupaci Československa (50 let)
- 2. května – Leonardo da Vinci, umělec a učenec (500 let)
- 4. května – Milan Rastislav Štefánik, slovenský politik, generál francouzské armády a astronom (100 let)
- 28. července – Jan Evangelista Purkyně, fyziolog (150 let)
- 9. srpna
  - Ruggero Leoncavallo, italský operní skladatel, přední představitel verismu (100 let)
  - Sharon Tate, americká herečka a modelka (50 let)
- 19. srpna – James Watt, skotský mechanik a fyzik, vynálezce moderního parního stroje (200 let)
- 7. října – Otakar Kubín, český malíř, sochař a grafik (50 let)
- 21. října – Jack Kerouac, americký spisovatel (50 let)
- 17. listopadu – Václav Krška, český scenárista, režisér a spisovatel (50 let)
- 30. listopadu – Michael Wolgemut, německý malíř a grafik (500 let)
- 3. prosince – Auguste Renoir, francouzský impresionistický malíř (100 let)
- 7. prosince – Zuzana Navarová, česká písničkářka (15 let)

## Fikce
Zde jsou uvedena některá díla, jejichž děj se odehrává (zcela nebo částečně) v roce 2019.

### Počítačové hry a videohry
- Watch Dogs (2014)
- Martian Gothic: Unification (2000)
- The House of the Dead III (2002)
- TimeSplitters 2 (2002)
- Crysis (2007)
- Crysis Warhead (2008)
- Ace Attorney Investigations: Miles Edgeworth (2009)
- Gyakuten Kenji 2 (2011)

### Filmy
- Blade Runner (1982)
- 2019: Noví barbaři (1982)
- Ohnivý blesk (1983)
- Běžící muž (1987)
- Akira (1988)
- Ostrov (2005)
- Svítání (2010)

### Hudba
- Danger Days: The True Lives of the Fabulous Killjoys (2010)

### Knihy
- 2019 (2011) ISBN 978-0-615-56831-7

## Hlavy států
V tomto seznamu jsou uvedeni pouze představitelé významnějších států.
- Belgie – král Filip Belgický (od 2013)
- Brazílie – prezident Jair Bolsonaro (2019–2022)
- Čínská lidová republika – prezident Si Ťin-pching (od 2013)
- Česko – prezident Miloš Zeman (2013–2023)
- Dánsko – královna Markéta II. (1972–2024)
- Egypt – prezident Abd al-Fattáh as-Sísí (od 2014)
- Francie – prezident Emmanuel Macron (od 2017)
- Indie – prezident Rám Náth Kóvind (2017–2022)
- Itálie – prezident Sergio Mattarella (od 2015)
- Izrael – prezident Re'uven Rivlin (2014–2021)
- Japonsko
  - císař Akihito (od 1989–2019)
  - císař Naruhito (od 2019)
- Jihoafrická republika – prezident Cyril Ramaphosa (od 2018)
- Kanada – generální guvernérka Julie Payetteová (2017–2021)
- Maďarsko – prezident János Áder (2012–2022)
- Mexiko – prezident Andrés Manuel López Obrador (2018–2024)
- Německo – prezident Frank-Walter Steinmeier (od 2017)
- Nizozemsko – král Vilém-Alexandr (od 2013)
- Polsko – prezident Andrzej Duda (2015–2025)
- Rakousko – prezident Alexander Van der Bellen (od 2017)
- Rusko – prezident Vladimir Putin (od 2012)
- Slovensko
  - prezident Andrej Kiska (2014–2019)
  - prezidentka Zuzana Čaputová (2019–2024)
- Spojené království – královna Alžběta II. (1952–2022)
- Spojené státy americké – prezident Donald Trump (2017–2021)
- Španělsko – král Filip VI. (od 2014)
- Turecko – prezident Recep Tayyip Erdoğan (od 2014)
- Ukrajina
  - prezident Petro Porošenko (2014–2019)
  - prezident Volodymyr Zelenskyj (od 2019)
- Vatikán – papež a suverén Vatikánu František (2013–2025)